# Division II i ishockey 1969-70
Division II i ishockey 1969-70 var turneringen for mandlige ishockeyhold i den næstbedste række i det svenske ligasystem. Turneringen havde deltagelse af 91 hold, der spillede om fire oprykningspladser til Division I, og om at undgå 25 nedrykningspladser til Division III.
Holdene var inddelt i fire regioner, nord (20 hold), øst (24 hold), vest (23 hold) og syd (22 hold). I alle fire regioner var holdene inddelt i to puljer med 10-12 hold, og i hver pulje spillede holdene en dobbeltturnering alle-mod-alle. De otte puljevindere gik videre til oprykningsspillet til Division I, og de 2-4 dårligste hold i hver pulje blev rykket ned i Division III. I oprykningsspillet blev de otte puljevindere inddelt i to nye puljer med fire hold i hver, som begge spillede en dobbeltturnering alle-mod-alle. I hver af de to puljer var der to oprykningspladser til Division I på spil.
De fire oprykningspladser blev besat af:
- Heffners/Ortvikens IF, der vandt Division II Nord B, og som endte på førstepladsen i Oprykningsspil Nord.
- Skellefteå AIK, der vandt Division II Nord A, og som endte på andenpladsen i Oprykningsspil Nord.
- Färjestads BK, der vandt Division II Vest B, og som endte på førstepladsen i Oprykningsspil Syd.
- Fagersta AIK, der vandt Division II Vest A, og som endte på andenpladsen i Oprykningsspil Syd.

## Hold
Division II havde deltagelse af 91 klubber, hvilket var tre færre end i den foregående sæson. Blandt deltagerne var:
- 4 klubber, der var rykket ned fra Division I: Hammarby IF, IF Karlskoga/Bofors, Rögle BK og Skellefteå AIK.
- 19 klubber, der var rykket op fra Division III: BK Bäcken, BK Remo, Gislaveds SK, Granö IF, Hemsta IF, IF Cobran, IF Karlsvik, IFK Lindesberg, IK Westmannia, Jonstorps IF, Malungs IF, Munksund/Skuthamns SK, Norsjö IF, Oskarshamns AIK, Skogsbo SK, Spånga IS, Söderhamns IK, Tierps IF og Västerviks AIS.

Desuden var der siden den foregående sæson sket følgende ændringer:
- Norrby IK havde skiftet navn til Borås HC.

Følgende hold havde skiftet Division II-pulje siden den foregående sæson:
- IFK Arboga var blevet overført fra Division II Syd A til Division II Vest A.
- IK Viking var blevet flyttet fra Division II Vest A til Division II Vest B.

Klubberne var inddelt i fire regioner med 20-24 hold i hver, og i hver region var klubberne inddelt i to puljer med 10-12 hold i hver pulje.
| Hold i Division II 1969-70 | Hold i Division II 1969-70 | Hold i Division II 1969-70 | Hold i Division II 1969-70 | Boden IFK Kiruna Kiruna AIF Luleå Malmberget Medle Munksund/Skuthamn Norsjö Rönnskär Skellefteå Granö Heffners/Ortviken Karlsvik Nyland Järved Sollefteå Teg Tunadal Örnsköldsvik Östersund Bollnäs Falun Hemsta Hofors Tunabro Ljusne Malung Skutskär Strömsbro Söderhamn Tierp Vikarby Almtuna Österåker Norrtälje Roma Väsby Cobran, Hammarby, Huddinge, Nacka, Spånga, Stocksund og Traneberg Avesta Enköping Fagersta Guldsmedshytte Arboga Lindesberg Westmannia Morgårdshammar Skogsbo Skultuna Säter Bäcken Borås Deje Forshaga Färjestad Grums Munkfors Viking Mariestad Skövde Sågdalen Tibro Kenty Remo Linden Dalen Karlskoga Bofors IFK/IKS Nyköping Tranås Västervik Örebro Alvesta Boro/ Landsbro Gislaved Husqvarna Troja Jonstorp Malmö Oskarshamn Rögle Skillingaryd Tyringe Öster |
| Hold                       | By                         | Hold                       | By                         | Boden IFK Kiruna Kiruna AIF Luleå Malmberget Medle Munksund/Skuthamn Norsjö Rönnskär Skellefteå Granö Heffners/Ortviken Karlsvik Nyland Järved Sollefteå Teg Tunadal Örnsköldsvik Östersund Bollnäs Falun Hemsta Hofors Tunabro Ljusne Malung Skutskär Strömsbro Söderhamn Tierp Vikarby Almtuna Österåker Norrtälje Roma Väsby Cobran, Hammarby, Huddinge, Nacka, Spånga, Stocksund og Traneberg Avesta Enköping Fagersta Guldsmedshytte Arboga Lindesberg Westmannia Morgårdshammar Skogsbo Skultuna Säter Bäcken Borås Deje Forshaga Färjestad Grums Munkfors Viking Mariestad Skövde Sågdalen Tibro Kenty Remo Linden Dalen Karlskoga Bofors IFK/IKS Nyköping Tranås Västervik Örebro Alvesta Boro/ Landsbro Gislaved Husqvarna Troja Jonstorp Malmö Oskarshamn Rögle Skillingaryd Tyringe Öster |
| Nord                       |                            |                            |                            | Boden IFK Kiruna Kiruna AIF Luleå Malmberget Medle Munksund/Skuthamn Norsjö Rönnskär Skellefteå Granö Heffners/Ortviken Karlsvik Nyland Järved Sollefteå Teg Tunadal Örnsköldsvik Östersund Bollnäs Falun Hemsta Hofors Tunabro Ljusne Malung Skutskär Strömsbro Söderhamn Tierp Vikarby Almtuna Österåker Norrtälje Roma Väsby Cobran, Hammarby, Huddinge, Nacka, Spånga, Stocksund og Traneberg Avesta Enköping Fagersta Guldsmedshytte Arboga Lindesberg Westmannia Morgårdshammar Skogsbo Skultuna Säter Bäcken Borås Deje Forshaga Färjestad Grums Munkfors Viking Mariestad Skövde Sågdalen Tibro Kenty Remo Linden Dalen Karlskoga Bofors IFK/IKS Nyköping Tranås Västervik Örebro Alvesta Boro/ Landsbro Gislaved Husqvarna Troja Jonstorp Malmö Oskarshamn Rögle Skillingaryd Tyringe Öster |
| Division II Nord A         | Division II Nord A         | Division II Nord B         | Division II Nord B         | Boden IFK Kiruna Kiruna AIF Luleå Malmberget Medle Munksund/Skuthamn Norsjö Rönnskär Skellefteå Granö Heffners/Ortviken Karlsvik Nyland Järved Sollefteå Teg Tunadal Örnsköldsvik Östersund Bollnäs Falun Hemsta Hofors Tunabro Ljusne Malung Skutskär Strömsbro Söderhamn Tierp Vikarby Almtuna Österåker Norrtälje Roma Väsby Cobran, Hammarby, Huddinge, Nacka, Spånga, Stocksund og Traneberg Avesta Enköping Fagersta Guldsmedshytte Arboga Lindesberg Westmannia Morgårdshammar Skogsbo Skultuna Säter Bäcken Borås Deje Forshaga Färjestad Grums Munkfors Viking Mariestad Skövde Sågdalen Tibro Kenty Remo Linden Dalen Karlskoga Bofors IFK/IKS Nyköping Tranås Västervik Örebro Alvesta Boro/ Landsbro Gislaved Husqvarna Troja Jonstorp Malmö Oskarshamn Rögle Skillingaryd Tyringe Öster |
| Bodens BK                  | Boden                      | Granö IF                   | Granö                      | Boden IFK Kiruna Kiruna AIF Luleå Malmberget Medle Munksund/Skuthamn Norsjö Rönnskär Skellefteå Granö Heffners/Ortviken Karlsvik Nyland Järved Sollefteå Teg Tunadal Örnsköldsvik Östersund Bollnäs Falun Hemsta Hofors Tunabro Ljusne Malung Skutskär Strömsbro Söderhamn Tierp Vikarby Almtuna Österåker Norrtälje Roma Väsby Cobran, Hammarby, Huddinge, Nacka, Spånga, Stocksund og Traneberg Avesta Enköping Fagersta Guldsmedshytte Arboga Lindesberg Westmannia Morgårdshammar Skogsbo Skultuna Säter Bäcken Borås Deje Forshaga Färjestad Grums Munkfors Viking Mariestad Skövde Sågdalen Tibro Kenty Remo Linden Dalen Karlskoga Bofors IFK/IKS Nyköping Tranås Västervik Örebro Alvesta Boro/ Landsbro Gislaved Husqvarna Troja Jonstorp Malmö Oskarshamn Rögle Skillingaryd Tyringe Öster |
| IFK Kiruna                 | Kiruna                     | Heffners/Ortvikens IF      | Sundsvall                  | Boden IFK Kiruna Kiruna AIF Luleå Malmberget Medle Munksund/Skuthamn Norsjö Rönnskär Skellefteå Granö Heffners/Ortviken Karlsvik Nyland Järved Sollefteå Teg Tunadal Örnsköldsvik Östersund Bollnäs Falun Hemsta Hofors Tunabro Ljusne Malung Skutskär Strömsbro Söderhamn Tierp Vikarby Almtuna Österåker Norrtälje Roma Väsby Cobran, Hammarby, Huddinge, Nacka, Spånga, Stocksund og Traneberg Avesta Enköping Fagersta Guldsmedshytte Arboga Lindesberg Westmannia Morgårdshammar Skogsbo Skultuna Säter Bäcken Borås Deje Forshaga Färjestad Grums Munkfors Viking Mariestad Skövde Sågdalen Tibro Kenty Remo Linden Dalen Karlskoga Bofors IFK/IKS Nyköping Tranås Västervik Örebro Alvesta Boro/ Landsbro Gislaved Husqvarna Troja Jonstorp Malmö Oskarshamn Rögle Skillingaryd Tyringe Öster |
| IFK Luleå                  | Luleå                      | IF Karlsvik                | Alnön                      | Boden IFK Kiruna Kiruna AIF Luleå Malmberget Medle Munksund/Skuthamn Norsjö Rönnskär Skellefteå Granö Heffners/Ortviken Karlsvik Nyland Järved Sollefteå Teg Tunadal Örnsköldsvik Östersund Bollnäs Falun Hemsta Hofors Tunabro Ljusne Malung Skutskär Strömsbro Söderhamn Tierp Vikarby Almtuna Österåker Norrtälje Roma Väsby Cobran, Hammarby, Huddinge, Nacka, Spånga, Stocksund og Traneberg Avesta Enköping Fagersta Guldsmedshytte Arboga Lindesberg Westmannia Morgårdshammar Skogsbo Skultuna Säter Bäcken Borås Deje Forshaga Färjestad Grums Munkfors Viking Mariestad Skövde Sågdalen Tibro Kenty Remo Linden Dalen Karlskoga Bofors IFK/IKS Nyköping Tranås Västervik Örebro Alvesta Boro/ Landsbro Gislaved Husqvarna Troja Jonstorp Malmö Oskarshamn Rögle Skillingaryd Tyringe Öster |
| Kiruna AIF                 | Kiruna                     | IFK Nyland                 | Nyland                     | Boden IFK Kiruna Kiruna AIF Luleå Malmberget Medle Munksund/Skuthamn Norsjö Rönnskär Skellefteå Granö Heffners/Ortviken Karlsvik Nyland Järved Sollefteå Teg Tunadal Örnsköldsvik Östersund Bollnäs Falun Hemsta Hofors Tunabro Ljusne Malung Skutskär Strömsbro Söderhamn Tierp Vikarby Almtuna Österåker Norrtälje Roma Väsby Cobran, Hammarby, Huddinge, Nacka, Spånga, Stocksund og Traneberg Avesta Enköping Fagersta Guldsmedshytte Arboga Lindesberg Westmannia Morgårdshammar Skogsbo Skultuna Säter Bäcken Borås Deje Forshaga Färjestad Grums Munkfors Viking Mariestad Skövde Sågdalen Tibro Kenty Remo Linden Dalen Karlskoga Bofors IFK/IKS Nyköping Tranås Västervik Örebro Alvesta Boro/ Landsbro Gislaved Husqvarna Troja Jonstorp Malmö Oskarshamn Rögle Skillingaryd Tyringe Öster |
| Malmbergets AIF            | Malmberget                 | Järveds IF                 | Örnsköldsvik               | Boden IFK Kiruna Kiruna AIF Luleå Malmberget Medle Munksund/Skuthamn Norsjö Rönnskär Skellefteå Granö Heffners/Ortviken Karlsvik Nyland Järved Sollefteå Teg Tunadal Örnsköldsvik Östersund Bollnäs Falun Hemsta Hofors Tunabro Ljusne Malung Skutskär Strömsbro Söderhamn Tierp Vikarby Almtuna Österåker Norrtälje Roma Väsby Cobran, Hammarby, Huddinge, Nacka, Spånga, Stocksund og Traneberg Avesta Enköping Fagersta Guldsmedshytte Arboga Lindesberg Westmannia Morgårdshammar Skogsbo Skultuna Säter Bäcken Borås Deje Forshaga Färjestad Grums Munkfors Viking Mariestad Skövde Sågdalen Tibro Kenty Remo Linden Dalen Karlskoga Bofors IFK/IKS Nyköping Tranås Västervik Örebro Alvesta Boro/ Landsbro Gislaved Husqvarna Troja Jonstorp Malmö Oskarshamn Rögle Skillingaryd Tyringe Öster |
| Medle SK                   | Medle                      | Sollefteå IK               | Sollefteå                  | Boden IFK Kiruna Kiruna AIF Luleå Malmberget Medle Munksund/Skuthamn Norsjö Rönnskär Skellefteå Granö Heffners/Ortviken Karlsvik Nyland Järved Sollefteå Teg Tunadal Örnsköldsvik Östersund Bollnäs Falun Hemsta Hofors Tunabro Ljusne Malung Skutskär Strömsbro Söderhamn Tierp Vikarby Almtuna Österåker Norrtälje Roma Väsby Cobran, Hammarby, Huddinge, Nacka, Spånga, Stocksund og Traneberg Avesta Enköping Fagersta Guldsmedshytte Arboga Lindesberg Westmannia Morgårdshammar Skogsbo Skultuna Säter Bäcken Borås Deje Forshaga Färjestad Grums Munkfors Viking Mariestad Skövde Sågdalen Tibro Kenty Remo Linden Dalen Karlskoga Bofors IFK/IKS Nyköping Tranås Västervik Örebro Alvesta Boro/ Landsbro Gislaved Husqvarna Troja Jonstorp Malmö Oskarshamn Rögle Skillingaryd Tyringe Öster |
| Munksund/Skuthamns SK      | Piteå                      | Tegs SK                    | Umeå                       | Boden IFK Kiruna Kiruna AIF Luleå Malmberget Medle Munksund/Skuthamn Norsjö Rönnskär Skellefteå Granö Heffners/Ortviken Karlsvik Nyland Järved Sollefteå Teg Tunadal Örnsköldsvik Östersund Bollnäs Falun Hemsta Hofors Tunabro Ljusne Malung Skutskär Strömsbro Söderhamn Tierp Vikarby Almtuna Österåker Norrtälje Roma Väsby Cobran, Hammarby, Huddinge, Nacka, Spånga, Stocksund og Traneberg Avesta Enköping Fagersta Guldsmedshytte Arboga Lindesberg Westmannia Morgårdshammar Skogsbo Skultuna Säter Bäcken Borås Deje Forshaga Färjestad Grums Munkfors Viking Mariestad Skövde Sågdalen Tibro Kenty Remo Linden Dalen Karlskoga Bofors IFK/IKS Nyköping Tranås Västervik Örebro Alvesta Boro/ Landsbro Gislaved Husqvarna Troja Jonstorp Malmö Oskarshamn Rögle Skillingaryd Tyringe Öster |
| Norsjö IF                  | Norsjö                     | Tunadals IF                | Sundsvall                  | Boden IFK Kiruna Kiruna AIF Luleå Malmberget Medle Munksund/Skuthamn Norsjö Rönnskär Skellefteå Granö Heffners/Ortviken Karlsvik Nyland Järved Sollefteå Teg Tunadal Örnsköldsvik Östersund Bollnäs Falun Hemsta Hofors Tunabro Ljusne Malung Skutskär Strömsbro Söderhamn Tierp Vikarby Almtuna Österåker Norrtälje Roma Väsby Cobran, Hammarby, Huddinge, Nacka, Spånga, Stocksund og Traneberg Avesta Enköping Fagersta Guldsmedshytte Arboga Lindesberg Westmannia Morgårdshammar Skogsbo Skultuna Säter Bäcken Borås Deje Forshaga Färjestad Grums Munkfors Viking Mariestad Skövde Sågdalen Tibro Kenty Remo Linden Dalen Karlskoga Bofors IFK/IKS Nyköping Tranås Västervik Örebro Alvesta Boro/ Landsbro Gislaved Husqvarna Troja Jonstorp Malmö Oskarshamn Rögle Skillingaryd Tyringe Öster |
| Rönnskärs IF               | Skelleftehamn              | Örnsköldsviks SK           | Örnsköldsvik               | Boden IFK Kiruna Kiruna AIF Luleå Malmberget Medle Munksund/Skuthamn Norsjö Rönnskär Skellefteå Granö Heffners/Ortviken Karlsvik Nyland Järved Sollefteå Teg Tunadal Örnsköldsvik Östersund Bollnäs Falun Hemsta Hofors Tunabro Ljusne Malung Skutskär Strömsbro Söderhamn Tierp Vikarby Almtuna Österåker Norrtälje Roma Väsby Cobran, Hammarby, Huddinge, Nacka, Spånga, Stocksund og Traneberg Avesta Enköping Fagersta Guldsmedshytte Arboga Lindesberg Westmannia Morgårdshammar Skogsbo Skultuna Säter Bäcken Borås Deje Forshaga Färjestad Grums Munkfors Viking Mariestad Skövde Sågdalen Tibro Kenty Remo Linden Dalen Karlskoga Bofors IFK/IKS Nyköping Tranås Västervik Örebro Alvesta Boro/ Landsbro Gislaved Husqvarna Troja Jonstorp Malmö Oskarshamn Rögle Skillingaryd Tyringe Öster |
| Skellefteå AIK             | Skellefteå                 | Östersunds IK              | Östersund                  | Boden IFK Kiruna Kiruna AIF Luleå Malmberget Medle Munksund/Skuthamn Norsjö Rönnskär Skellefteå Granö Heffners/Ortviken Karlsvik Nyland Järved Sollefteå Teg Tunadal Örnsköldsvik Östersund Bollnäs Falun Hemsta Hofors Tunabro Ljusne Malung Skutskär Strömsbro Söderhamn Tierp Vikarby Almtuna Österåker Norrtälje Roma Väsby Cobran, Hammarby, Huddinge, Nacka, Spånga, Stocksund og Traneberg Avesta Enköping Fagersta Guldsmedshytte Arboga Lindesberg Westmannia Morgårdshammar Skogsbo Skultuna Säter Bäcken Borås Deje Forshaga Färjestad Grums Munkfors Viking Mariestad Skövde Sågdalen Tibro Kenty Remo Linden Dalen Karlskoga Bofors IFK/IKS Nyköping Tranås Västervik Örebro Alvesta Boro/ Landsbro Gislaved Husqvarna Troja Jonstorp Malmö Oskarshamn Rögle Skillingaryd Tyringe Öster |
| Øst                        |                            |                            |                            | Boden IFK Kiruna Kiruna AIF Luleå Malmberget Medle Munksund/Skuthamn Norsjö Rönnskär Skellefteå Granö Heffners/Ortviken Karlsvik Nyland Järved Sollefteå Teg Tunadal Örnsköldsvik Östersund Bollnäs Falun Hemsta Hofors Tunabro Ljusne Malung Skutskär Strömsbro Söderhamn Tierp Vikarby Almtuna Österåker Norrtälje Roma Väsby Cobran, Hammarby, Huddinge, Nacka, Spånga, Stocksund og Traneberg Avesta Enköping Fagersta Guldsmedshytte Arboga Lindesberg Westmannia Morgårdshammar Skogsbo Skultuna Säter Bäcken Borås Deje Forshaga Färjestad Grums Munkfors Viking Mariestad Skövde Sågdalen Tibro Kenty Remo Linden Dalen Karlskoga Bofors IFK/IKS Nyköping Tranås Västervik Örebro Alvesta Boro/ Landsbro Gislaved Husqvarna Troja Jonstorp Malmö Oskarshamn Rögle Skillingaryd Tyringe Öster |
| Division II Øst A          | Division II Øst A          | Division II Øst B          | Division II Øst B          | Boden IFK Kiruna Kiruna AIF Luleå Malmberget Medle Munksund/Skuthamn Norsjö Rönnskär Skellefteå Granö Heffners/Ortviken Karlsvik Nyland Järved Sollefteå Teg Tunadal Örnsköldsvik Östersund Bollnäs Falun Hemsta Hofors Tunabro Ljusne Malung Skutskär Strömsbro Söderhamn Tierp Vikarby Almtuna Österåker Norrtälje Roma Väsby Cobran, Hammarby, Huddinge, Nacka, Spånga, Stocksund og Traneberg Avesta Enköping Fagersta Guldsmedshytte Arboga Lindesberg Westmannia Morgårdshammar Skogsbo Skultuna Säter Bäcken Borås Deje Forshaga Färjestad Grums Munkfors Viking Mariestad Skövde Sågdalen Tibro Kenty Remo Linden Dalen Karlskoga Bofors IFK/IKS Nyköping Tranås Västervik Örebro Alvesta Boro/ Landsbro Gislaved Husqvarna Troja Jonstorp Malmö Oskarshamn Rögle Skillingaryd Tyringe Öster |
| Bollnäs IS                 | Bollnäs                    | Almtuna IS                 | Uppsala                    | Boden IFK Kiruna Kiruna AIF Luleå Malmberget Medle Munksund/Skuthamn Norsjö Rönnskär Skellefteå Granö Heffners/Ortviken Karlsvik Nyland Järved Sollefteå Teg Tunadal Örnsköldsvik Östersund Bollnäs Falun Hemsta Hofors Tunabro Ljusne Malung Skutskär Strömsbro Söderhamn Tierp Vikarby Almtuna Österåker Norrtälje Roma Väsby Cobran, Hammarby, Huddinge, Nacka, Spånga, Stocksund og Traneberg Avesta Enköping Fagersta Guldsmedshytte Arboga Lindesberg Westmannia Morgårdshammar Skogsbo Skultuna Säter Bäcken Borås Deje Forshaga Färjestad Grums Munkfors Viking Mariestad Skövde Sågdalen Tibro Kenty Remo Linden Dalen Karlskoga Bofors IFK/IKS Nyköping Tranås Västervik Örebro Alvesta Boro/ Landsbro Gislaved Husqvarna Troja Jonstorp Malmö Oskarshamn Rögle Skillingaryd Tyringe Öster |
| Falu IF                    | Falun                      | Hammarby IF                | Stockholm                  | Boden IFK Kiruna Kiruna AIF Luleå Malmberget Medle Munksund/Skuthamn Norsjö Rönnskär Skellefteå Granö Heffners/Ortviken Karlsvik Nyland Järved Sollefteå Teg Tunadal Örnsköldsvik Östersund Bollnäs Falun Hemsta Hofors Tunabro Ljusne Malung Skutskär Strömsbro Söderhamn Tierp Vikarby Almtuna Österåker Norrtälje Roma Väsby Cobran, Hammarby, Huddinge, Nacka, Spånga, Stocksund og Traneberg Avesta Enköping Fagersta Guldsmedshytte Arboga Lindesberg Westmannia Morgårdshammar Skogsbo Skultuna Säter Bäcken Borås Deje Forshaga Färjestad Grums Munkfors Viking Mariestad Skövde Sågdalen Tibro Kenty Remo Linden Dalen Karlskoga Bofors IFK/IKS Nyköping Tranås Västervik Örebro Alvesta Boro/ Landsbro Gislaved Husqvarna Troja Jonstorp Malmö Oskarshamn Rögle Skillingaryd Tyringe Öster |
| Hemsta IF                  | Gävle                      | Huddinge IK                | Stockholm                  | Boden IFK Kiruna Kiruna AIF Luleå Malmberget Medle Munksund/Skuthamn Norsjö Rönnskär Skellefteå Granö Heffners/Ortviken Karlsvik Nyland Järved Sollefteå Teg Tunadal Örnsköldsvik Östersund Bollnäs Falun Hemsta Hofors Tunabro Ljusne Malung Skutskär Strömsbro Söderhamn Tierp Vikarby Almtuna Österåker Norrtälje Roma Väsby Cobran, Hammarby, Huddinge, Nacka, Spånga, Stocksund og Traneberg Avesta Enköping Fagersta Guldsmedshytte Arboga Lindesberg Westmannia Morgårdshammar Skogsbo Skultuna Säter Bäcken Borås Deje Forshaga Färjestad Grums Munkfors Viking Mariestad Skövde Sågdalen Tibro Kenty Remo Linden Dalen Karlskoga Bofors IFK/IKS Nyköping Tranås Västervik Örebro Alvesta Boro/ Landsbro Gislaved Husqvarna Troja Jonstorp Malmö Oskarshamn Rögle Skillingaryd Tyringe Öster |
| Hofors IK                  | Hofors                     | IF Cobran                  | Stockholm                  | Boden IFK Kiruna Kiruna AIF Luleå Malmberget Medle Munksund/Skuthamn Norsjö Rönnskär Skellefteå Granö Heffners/Ortviken Karlsvik Nyland Järved Sollefteå Teg Tunadal Örnsköldsvik Östersund Bollnäs Falun Hemsta Hofors Tunabro Ljusne Malung Skutskär Strömsbro Söderhamn Tierp Vikarby Almtuna Österåker Norrtälje Roma Väsby Cobran, Hammarby, Huddinge, Nacka, Spånga, Stocksund og Traneberg Avesta Enköping Fagersta Guldsmedshytte Arboga Lindesberg Westmannia Morgårdshammar Skogsbo Skultuna Säter Bäcken Borås Deje Forshaga Färjestad Grums Munkfors Viking Mariestad Skövde Sågdalen Tibro Kenty Remo Linden Dalen Karlskoga Bofors IFK/IKS Nyköping Tranås Västervik Örebro Alvesta Boro/ Landsbro Gislaved Husqvarna Troja Jonstorp Malmö Oskarshamn Rögle Skillingaryd Tyringe Öster |
| IF Tunabro                 | Borlänge                   | IFK Österåker              | Åkersberga                 | Boden IFK Kiruna Kiruna AIF Luleå Malmberget Medle Munksund/Skuthamn Norsjö Rönnskär Skellefteå Granö Heffners/Ortviken Karlsvik Nyland Järved Sollefteå Teg Tunadal Örnsköldsvik Östersund Bollnäs Falun Hemsta Hofors Tunabro Ljusne Malung Skutskär Strömsbro Söderhamn Tierp Vikarby Almtuna Österåker Norrtälje Roma Väsby Cobran, Hammarby, Huddinge, Nacka, Spånga, Stocksund og Traneberg Avesta Enköping Fagersta Guldsmedshytte Arboga Lindesberg Westmannia Morgårdshammar Skogsbo Skultuna Säter Bäcken Borås Deje Forshaga Färjestad Grums Munkfors Viking Mariestad Skövde Sågdalen Tibro Kenty Remo Linden Dalen Karlskoga Bofors IFK/IKS Nyköping Tranås Västervik Örebro Alvesta Boro/ Landsbro Gislaved Husqvarna Troja Jonstorp Malmö Oskarshamn Rögle Skillingaryd Tyringe Öster |
| Ljusne AIK                 | Ljusne                     | Nacka SK                   | Stockholm                  | Boden IFK Kiruna Kiruna AIF Luleå Malmberget Medle Munksund/Skuthamn Norsjö Rönnskär Skellefteå Granö Heffners/Ortviken Karlsvik Nyland Järved Sollefteå Teg Tunadal Örnsköldsvik Östersund Bollnäs Falun Hemsta Hofors Tunabro Ljusne Malung Skutskär Strömsbro Söderhamn Tierp Vikarby Almtuna Österåker Norrtälje Roma Väsby Cobran, Hammarby, Huddinge, Nacka, Spånga, Stocksund og Traneberg Avesta Enköping Fagersta Guldsmedshytte Arboga Lindesberg Westmannia Morgårdshammar Skogsbo Skultuna Säter Bäcken Borås Deje Forshaga Färjestad Grums Munkfors Viking Mariestad Skövde Sågdalen Tibro Kenty Remo Linden Dalen Karlskoga Bofors IFK/IKS Nyköping Tranås Västervik Örebro Alvesta Boro/ Landsbro Gislaved Husqvarna Troja Jonstorp Malmö Oskarshamn Rögle Skillingaryd Tyringe Öster |
| Malungs IF                 | Malung                     | Norrtälje IK               | Norrtälje                  | Boden IFK Kiruna Kiruna AIF Luleå Malmberget Medle Munksund/Skuthamn Norsjö Rönnskär Skellefteå Granö Heffners/Ortviken Karlsvik Nyland Järved Sollefteå Teg Tunadal Örnsköldsvik Östersund Bollnäs Falun Hemsta Hofors Tunabro Ljusne Malung Skutskär Strömsbro Söderhamn Tierp Vikarby Almtuna Österåker Norrtälje Roma Väsby Cobran, Hammarby, Huddinge, Nacka, Spånga, Stocksund og Traneberg Avesta Enköping Fagersta Guldsmedshytte Arboga Lindesberg Westmannia Morgårdshammar Skogsbo Skultuna Säter Bäcken Borås Deje Forshaga Färjestad Grums Munkfors Viking Mariestad Skövde Sågdalen Tibro Kenty Remo Linden Dalen Karlskoga Bofors IFK/IKS Nyköping Tranås Västervik Örebro Alvesta Boro/ Landsbro Gislaved Husqvarna Troja Jonstorp Malmö Oskarshamn Rögle Skillingaryd Tyringe Öster |
| Skutskärs SK               | Skutskär                   | Roma IF                    | Roma                       | Boden IFK Kiruna Kiruna AIF Luleå Malmberget Medle Munksund/Skuthamn Norsjö Rönnskär Skellefteå Granö Heffners/Ortviken Karlsvik Nyland Järved Sollefteå Teg Tunadal Örnsköldsvik Östersund Bollnäs Falun Hemsta Hofors Tunabro Ljusne Malung Skutskär Strömsbro Söderhamn Tierp Vikarby Almtuna Österåker Norrtälje Roma Väsby Cobran, Hammarby, Huddinge, Nacka, Spånga, Stocksund og Traneberg Avesta Enköping Fagersta Guldsmedshytte Arboga Lindesberg Westmannia Morgårdshammar Skogsbo Skultuna Säter Bäcken Borås Deje Forshaga Färjestad Grums Munkfors Viking Mariestad Skövde Sågdalen Tibro Kenty Remo Linden Dalen Karlskoga Bofors IFK/IKS Nyköping Tranås Västervik Örebro Alvesta Boro/ Landsbro Gislaved Husqvarna Troja Jonstorp Malmö Oskarshamn Rögle Skillingaryd Tyringe Öster |
| Strömsbro IF               | Gävle                      | Spånga IS                  | Stockholm                  | Boden IFK Kiruna Kiruna AIF Luleå Malmberget Medle Munksund/Skuthamn Norsjö Rönnskär Skellefteå Granö Heffners/Ortviken Karlsvik Nyland Järved Sollefteå Teg Tunadal Örnsköldsvik Östersund Bollnäs Falun Hemsta Hofors Tunabro Ljusne Malung Skutskär Strömsbro Söderhamn Tierp Vikarby Almtuna Österåker Norrtälje Roma Väsby Cobran, Hammarby, Huddinge, Nacka, Spånga, Stocksund og Traneberg Avesta Enköping Fagersta Guldsmedshytte Arboga Lindesberg Westmannia Morgårdshammar Skogsbo Skultuna Säter Bäcken Borås Deje Forshaga Färjestad Grums Munkfors Viking Mariestad Skövde Sågdalen Tibro Kenty Remo Linden Dalen Karlskoga Bofors IFK/IKS Nyköping Tranås Västervik Örebro Alvesta Boro/ Landsbro Gislaved Husqvarna Troja Jonstorp Malmö Oskarshamn Rögle Skillingaryd Tyringe Öster |
| Söderhamns IK              | Söderhamn                  | Stocksunds IF              | Stockholm                  | Boden IFK Kiruna Kiruna AIF Luleå Malmberget Medle Munksund/Skuthamn Norsjö Rönnskär Skellefteå Granö Heffners/Ortviken Karlsvik Nyland Järved Sollefteå Teg Tunadal Örnsköldsvik Östersund Bollnäs Falun Hemsta Hofors Tunabro Ljusne Malung Skutskär Strömsbro Söderhamn Tierp Vikarby Almtuna Österåker Norrtälje Roma Väsby Cobran, Hammarby, Huddinge, Nacka, Spånga, Stocksund og Traneberg Avesta Enköping Fagersta Guldsmedshytte Arboga Lindesberg Westmannia Morgårdshammar Skogsbo Skultuna Säter Bäcken Borås Deje Forshaga Färjestad Grums Munkfors Viking Mariestad Skövde Sågdalen Tibro Kenty Remo Linden Dalen Karlskoga Bofors IFK/IKS Nyköping Tranås Västervik Örebro Alvesta Boro/ Landsbro Gislaved Husqvarna Troja Jonstorp Malmö Oskarshamn Rögle Skillingaryd Tyringe Öster |
| Tierps IF                  | Tierp                      | Tranebergs IF              | Stockholm                  | Boden IFK Kiruna Kiruna AIF Luleå Malmberget Medle Munksund/Skuthamn Norsjö Rönnskär Skellefteå Granö Heffners/Ortviken Karlsvik Nyland Järved Sollefteå Teg Tunadal Örnsköldsvik Östersund Bollnäs Falun Hemsta Hofors Tunabro Ljusne Malung Skutskär Strömsbro Söderhamn Tierp Vikarby Almtuna Österåker Norrtälje Roma Väsby Cobran, Hammarby, Huddinge, Nacka, Spånga, Stocksund og Traneberg Avesta Enköping Fagersta Guldsmedshytte Arboga Lindesberg Westmannia Morgårdshammar Skogsbo Skultuna Säter Bäcken Borås Deje Forshaga Färjestad Grums Munkfors Viking Mariestad Skövde Sågdalen Tibro Kenty Remo Linden Dalen Karlskoga Bofors IFK/IKS Nyköping Tranås Västervik Örebro Alvesta Boro/ Landsbro Gislaved Husqvarna Troja Jonstorp Malmö Oskarshamn Rögle Skillingaryd Tyringe Öster |
| Vikarby IF                 | Vikarbyn                   | Väsby IK                   | Upplands Väsby             | Boden IFK Kiruna Kiruna AIF Luleå Malmberget Medle Munksund/Skuthamn Norsjö Rönnskär Skellefteå Granö Heffners/Ortviken Karlsvik Nyland Järved Sollefteå Teg Tunadal Örnsköldsvik Östersund Bollnäs Falun Hemsta Hofors Tunabro Ljusne Malung Skutskär Strömsbro Söderhamn Tierp Vikarby Almtuna Österåker Norrtälje Roma Väsby Cobran, Hammarby, Huddinge, Nacka, Spånga, Stocksund og Traneberg Avesta Enköping Fagersta Guldsmedshytte Arboga Lindesberg Westmannia Morgårdshammar Skogsbo Skultuna Säter Bäcken Borås Deje Forshaga Färjestad Grums Munkfors Viking Mariestad Skövde Sågdalen Tibro Kenty Remo Linden Dalen Karlskoga Bofors IFK/IKS Nyköping Tranås Västervik Örebro Alvesta Boro/ Landsbro Gislaved Husqvarna Troja Jonstorp Malmö Oskarshamn Rögle Skillingaryd Tyringe Öster |
| Vest                       |                            |                            |                            | Boden IFK Kiruna Kiruna AIF Luleå Malmberget Medle Munksund/Skuthamn Norsjö Rönnskär Skellefteå Granö Heffners/Ortviken Karlsvik Nyland Järved Sollefteå Teg Tunadal Örnsköldsvik Östersund Bollnäs Falun Hemsta Hofors Tunabro Ljusne Malung Skutskär Strömsbro Söderhamn Tierp Vikarby Almtuna Österåker Norrtälje Roma Väsby Cobran, Hammarby, Huddinge, Nacka, Spånga, Stocksund og Traneberg Avesta Enköping Fagersta Guldsmedshytte Arboga Lindesberg Westmannia Morgårdshammar Skogsbo Skultuna Säter Bäcken Borås Deje Forshaga Färjestad Grums Munkfors Viking Mariestad Skövde Sågdalen Tibro Kenty Remo Linden Dalen Karlskoga Bofors IFK/IKS Nyköping Tranås Västervik Örebro Alvesta Boro/ Landsbro Gislaved Husqvarna Troja Jonstorp Malmö Oskarshamn Rögle Skillingaryd Tyringe Öster |
| Division II Vest A         | Division II Vest A         | Division II Vest B         | Division II Vest B         | Boden IFK Kiruna Kiruna AIF Luleå Malmberget Medle Munksund/Skuthamn Norsjö Rönnskär Skellefteå Granö Heffners/Ortviken Karlsvik Nyland Järved Sollefteå Teg Tunadal Örnsköldsvik Östersund Bollnäs Falun Hemsta Hofors Tunabro Ljusne Malung Skutskär Strömsbro Söderhamn Tierp Vikarby Almtuna Österåker Norrtälje Roma Väsby Cobran, Hammarby, Huddinge, Nacka, Spånga, Stocksund og Traneberg Avesta Enköping Fagersta Guldsmedshytte Arboga Lindesberg Westmannia Morgårdshammar Skogsbo Skultuna Säter Bäcken Borås Deje Forshaga Färjestad Grums Munkfors Viking Mariestad Skövde Sågdalen Tibro Kenty Remo Linden Dalen Karlskoga Bofors IFK/IKS Nyköping Tranås Västervik Örebro Alvesta Boro/ Landsbro Gislaved Husqvarna Troja Jonstorp Malmö Oskarshamn Rögle Skillingaryd Tyringe Öster |
| Avesta BK                  | Avesta                     | BK Bäcken                  | Göteborg                   | Boden IFK Kiruna Kiruna AIF Luleå Malmberget Medle Munksund/Skuthamn Norsjö Rönnskär Skellefteå Granö Heffners/Ortviken Karlsvik Nyland Järved Sollefteå Teg Tunadal Örnsköldsvik Östersund Bollnäs Falun Hemsta Hofors Tunabro Ljusne Malung Skutskär Strömsbro Söderhamn Tierp Vikarby Almtuna Österåker Norrtälje Roma Väsby Cobran, Hammarby, Huddinge, Nacka, Spånga, Stocksund og Traneberg Avesta Enköping Fagersta Guldsmedshytte Arboga Lindesberg Westmannia Morgårdshammar Skogsbo Skultuna Säter Bäcken Borås Deje Forshaga Färjestad Grums Munkfors Viking Mariestad Skövde Sågdalen Tibro Kenty Remo Linden Dalen Karlskoga Bofors IFK/IKS Nyköping Tranås Västervik Örebro Alvesta Boro/ Landsbro Gislaved Husqvarna Troja Jonstorp Malmö Oskarshamn Rögle Skillingaryd Tyringe Öster |
| Enköpings SK               | Enköping                   | Borås HC                   | Borås                      | Boden IFK Kiruna Kiruna AIF Luleå Malmberget Medle Munksund/Skuthamn Norsjö Rönnskär Skellefteå Granö Heffners/Ortviken Karlsvik Nyland Järved Sollefteå Teg Tunadal Örnsköldsvik Östersund Bollnäs Falun Hemsta Hofors Tunabro Ljusne Malung Skutskär Strömsbro Söderhamn Tierp Vikarby Almtuna Österåker Norrtälje Roma Väsby Cobran, Hammarby, Huddinge, Nacka, Spånga, Stocksund og Traneberg Avesta Enköping Fagersta Guldsmedshytte Arboga Lindesberg Westmannia Morgårdshammar Skogsbo Skultuna Säter Bäcken Borås Deje Forshaga Färjestad Grums Munkfors Viking Mariestad Skövde Sågdalen Tibro Kenty Remo Linden Dalen Karlskoga Bofors IFK/IKS Nyköping Tranås Västervik Örebro Alvesta Boro/ Landsbro Gislaved Husqvarna Troja Jonstorp Malmö Oskarshamn Rögle Skillingaryd Tyringe Öster |
| Fagersta AIK               | Fagersta                   | Deje IK                    | Deje                       | Boden IFK Kiruna Kiruna AIF Luleå Malmberget Medle Munksund/Skuthamn Norsjö Rönnskär Skellefteå Granö Heffners/Ortviken Karlsvik Nyland Järved Sollefteå Teg Tunadal Örnsköldsvik Östersund Bollnäs Falun Hemsta Hofors Tunabro Ljusne Malung Skutskär Strömsbro Söderhamn Tierp Vikarby Almtuna Österåker Norrtälje Roma Väsby Cobran, Hammarby, Huddinge, Nacka, Spånga, Stocksund og Traneberg Avesta Enköping Fagersta Guldsmedshytte Arboga Lindesberg Westmannia Morgårdshammar Skogsbo Skultuna Säter Bäcken Borås Deje Forshaga Färjestad Grums Munkfors Viking Mariestad Skövde Sågdalen Tibro Kenty Remo Linden Dalen Karlskoga Bofors IFK/IKS Nyköping Tranås Västervik Örebro Alvesta Boro/ Landsbro Gislaved Husqvarna Troja Jonstorp Malmö Oskarshamn Rögle Skillingaryd Tyringe Öster |
| Guldsmedshytte SK          | Storå                      | Forshaga IF                | Forshaga                   | Boden IFK Kiruna Kiruna AIF Luleå Malmberget Medle Munksund/Skuthamn Norsjö Rönnskär Skellefteå Granö Heffners/Ortviken Karlsvik Nyland Järved Sollefteå Teg Tunadal Örnsköldsvik Östersund Bollnäs Falun Hemsta Hofors Tunabro Ljusne Malung Skutskär Strömsbro Söderhamn Tierp Vikarby Almtuna Österåker Norrtälje Roma Väsby Cobran, Hammarby, Huddinge, Nacka, Spånga, Stocksund og Traneberg Avesta Enköping Fagersta Guldsmedshytte Arboga Lindesberg Westmannia Morgårdshammar Skogsbo Skultuna Säter Bäcken Borås Deje Forshaga Färjestad Grums Munkfors Viking Mariestad Skövde Sågdalen Tibro Kenty Remo Linden Dalen Karlskoga Bofors IFK/IKS Nyköping Tranås Västervik Örebro Alvesta Boro/ Landsbro Gislaved Husqvarna Troja Jonstorp Malmö Oskarshamn Rögle Skillingaryd Tyringe Öster |
| IFK Arboga                 | Arboga                     | Färjestads BK              | Karlstad                   | Boden IFK Kiruna Kiruna AIF Luleå Malmberget Medle Munksund/Skuthamn Norsjö Rönnskär Skellefteå Granö Heffners/Ortviken Karlsvik Nyland Järved Sollefteå Teg Tunadal Örnsköldsvik Östersund Bollnäs Falun Hemsta Hofors Tunabro Ljusne Malung Skutskär Strömsbro Söderhamn Tierp Vikarby Almtuna Österåker Norrtälje Roma Väsby Cobran, Hammarby, Huddinge, Nacka, Spånga, Stocksund og Traneberg Avesta Enköping Fagersta Guldsmedshytte Arboga Lindesberg Westmannia Morgårdshammar Skogsbo Skultuna Säter Bäcken Borås Deje Forshaga Färjestad Grums Munkfors Viking Mariestad Skövde Sågdalen Tibro Kenty Remo Linden Dalen Karlskoga Bofors IFK/IKS Nyköping Tranås Västervik Örebro Alvesta Boro/ Landsbro Gislaved Husqvarna Troja Jonstorp Malmö Oskarshamn Rögle Skillingaryd Tyringe Öster |
| IFK Lindesberg             | Lindesberg                 | Grums IK                   | Grums                      | Boden IFK Kiruna Kiruna AIF Luleå Malmberget Medle Munksund/Skuthamn Norsjö Rönnskär Skellefteå Granö Heffners/Ortviken Karlsvik Nyland Järved Sollefteå Teg Tunadal Örnsköldsvik Östersund Bollnäs Falun Hemsta Hofors Tunabro Ljusne Malung Skutskär Strömsbro Söderhamn Tierp Vikarby Almtuna Österåker Norrtälje Roma Väsby Cobran, Hammarby, Huddinge, Nacka, Spånga, Stocksund og Traneberg Avesta Enköping Fagersta Guldsmedshytte Arboga Lindesberg Westmannia Morgårdshammar Skogsbo Skultuna Säter Bäcken Borås Deje Forshaga Färjestad Grums Munkfors Viking Mariestad Skövde Sågdalen Tibro Kenty Remo Linden Dalen Karlskoga Bofors IFK/IKS Nyköping Tranås Västervik Örebro Alvesta Boro/ Landsbro Gislaved Husqvarna Troja Jonstorp Malmö Oskarshamn Rögle Skillingaryd Tyringe Öster |
| IK Westmannia              | Köping                     | IFK Munkfors               | Munkfors                   | Boden IFK Kiruna Kiruna AIF Luleå Malmberget Medle Munksund/Skuthamn Norsjö Rönnskär Skellefteå Granö Heffners/Ortviken Karlsvik Nyland Järved Sollefteå Teg Tunadal Örnsköldsvik Östersund Bollnäs Falun Hemsta Hofors Tunabro Ljusne Malung Skutskär Strömsbro Söderhamn Tierp Vikarby Almtuna Österåker Norrtälje Roma Väsby Cobran, Hammarby, Huddinge, Nacka, Spånga, Stocksund og Traneberg Avesta Enköping Fagersta Guldsmedshytte Arboga Lindesberg Westmannia Morgårdshammar Skogsbo Skultuna Säter Bäcken Borås Deje Forshaga Färjestad Grums Munkfors Viking Mariestad Skövde Sågdalen Tibro Kenty Remo Linden Dalen Karlskoga Bofors IFK/IKS Nyköping Tranås Västervik Örebro Alvesta Boro/ Landsbro Gislaved Husqvarna Troja Jonstorp Malmö Oskarshamn Rögle Skillingaryd Tyringe Öster |
| Morgårdshammars IF         | Smedjebacken               | IK Viking                  | Hagfors                    | Boden IFK Kiruna Kiruna AIF Luleå Malmberget Medle Munksund/Skuthamn Norsjö Rönnskär Skellefteå Granö Heffners/Ortviken Karlsvik Nyland Järved Sollefteå Teg Tunadal Örnsköldsvik Östersund Bollnäs Falun Hemsta Hofors Tunabro Ljusne Malung Skutskär Strömsbro Söderhamn Tierp Vikarby Almtuna Österåker Norrtälje Roma Väsby Cobran, Hammarby, Huddinge, Nacka, Spånga, Stocksund og Traneberg Avesta Enköping Fagersta Guldsmedshytte Arboga Lindesberg Westmannia Morgårdshammar Skogsbo Skultuna Säter Bäcken Borås Deje Forshaga Färjestad Grums Munkfors Viking Mariestad Skövde Sågdalen Tibro Kenty Remo Linden Dalen Karlskoga Bofors IFK/IKS Nyköping Tranås Västervik Örebro Alvesta Boro/ Landsbro Gislaved Husqvarna Troja Jonstorp Malmö Oskarshamn Rögle Skillingaryd Tyringe Öster |
| Skogsbo SK                 | Skogsbo                    | Mariestads BoIS            | Mariestad                  | Boden IFK Kiruna Kiruna AIF Luleå Malmberget Medle Munksund/Skuthamn Norsjö Rönnskär Skellefteå Granö Heffners/Ortviken Karlsvik Nyland Järved Sollefteå Teg Tunadal Örnsköldsvik Östersund Bollnäs Falun Hemsta Hofors Tunabro Ljusne Malung Skutskär Strömsbro Söderhamn Tierp Vikarby Almtuna Österåker Norrtälje Roma Väsby Cobran, Hammarby, Huddinge, Nacka, Spånga, Stocksund og Traneberg Avesta Enköping Fagersta Guldsmedshytte Arboga Lindesberg Westmannia Morgårdshammar Skogsbo Skultuna Säter Bäcken Borås Deje Forshaga Färjestad Grums Munkfors Viking Mariestad Skövde Sågdalen Tibro Kenty Remo Linden Dalen Karlskoga Bofors IFK/IKS Nyköping Tranås Västervik Örebro Alvesta Boro/ Landsbro Gislaved Husqvarna Troja Jonstorp Malmö Oskarshamn Rögle Skillingaryd Tyringe Öster |
| Skultuna IS                | Skultuna                   | Skövde IK                  | Skövde                     | Boden IFK Kiruna Kiruna AIF Luleå Malmberget Medle Munksund/Skuthamn Norsjö Rönnskär Skellefteå Granö Heffners/Ortviken Karlsvik Nyland Järved Sollefteå Teg Tunadal Örnsköldsvik Östersund Bollnäs Falun Hemsta Hofors Tunabro Ljusne Malung Skutskär Strömsbro Söderhamn Tierp Vikarby Almtuna Österåker Norrtälje Roma Väsby Cobran, Hammarby, Huddinge, Nacka, Spånga, Stocksund og Traneberg Avesta Enköping Fagersta Guldsmedshytte Arboga Lindesberg Westmannia Morgårdshammar Skogsbo Skultuna Säter Bäcken Borås Deje Forshaga Färjestad Grums Munkfors Viking Mariestad Skövde Sågdalen Tibro Kenty Remo Linden Dalen Karlskoga Bofors IFK/IKS Nyköping Tranås Västervik Örebro Alvesta Boro/ Landsbro Gislaved Husqvarna Troja Jonstorp Malmö Oskarshamn Rögle Skillingaryd Tyringe Öster |
| Säters IF                  | Säter                      | Sågdalens SK               | Göteborg                   | Boden IFK Kiruna Kiruna AIF Luleå Malmberget Medle Munksund/Skuthamn Norsjö Rönnskär Skellefteå Granö Heffners/Ortviken Karlsvik Nyland Järved Sollefteå Teg Tunadal Örnsköldsvik Östersund Bollnäs Falun Hemsta Hofors Tunabro Ljusne Malung Skutskär Strömsbro Söderhamn Tierp Vikarby Almtuna Österåker Norrtälje Roma Väsby Cobran, Hammarby, Huddinge, Nacka, Spånga, Stocksund og Traneberg Avesta Enköping Fagersta Guldsmedshytte Arboga Lindesberg Westmannia Morgårdshammar Skogsbo Skultuna Säter Bäcken Borås Deje Forshaga Färjestad Grums Munkfors Viking Mariestad Skövde Sågdalen Tibro Kenty Remo Linden Dalen Karlskoga Bofors IFK/IKS Nyköping Tranås Västervik Örebro Alvesta Boro/ Landsbro Gislaved Husqvarna Troja Jonstorp Malmö Oskarshamn Rögle Skillingaryd Tyringe Öster |
|                            |                            | Tibro IK                   | Tibro                      | Boden IFK Kiruna Kiruna AIF Luleå Malmberget Medle Munksund/Skuthamn Norsjö Rönnskär Skellefteå Granö Heffners/Ortviken Karlsvik Nyland Järved Sollefteå Teg Tunadal Örnsköldsvik Östersund Bollnäs Falun Hemsta Hofors Tunabro Ljusne Malung Skutskär Strömsbro Söderhamn Tierp Vikarby Almtuna Österåker Norrtälje Roma Väsby Cobran, Hammarby, Huddinge, Nacka, Spånga, Stocksund og Traneberg Avesta Enköping Fagersta Guldsmedshytte Arboga Lindesberg Westmannia Morgårdshammar Skogsbo Skultuna Säter Bäcken Borås Deje Forshaga Färjestad Grums Munkfors Viking Mariestad Skövde Sågdalen Tibro Kenty Remo Linden Dalen Karlskoga Bofors IFK/IKS Nyköping Tranås Västervik Örebro Alvesta Boro/ Landsbro Gislaved Husqvarna Troja Jonstorp Malmö Oskarshamn Rögle Skillingaryd Tyringe Öster |
| Syd                        |                            |                            |                            | Boden IFK Kiruna Kiruna AIF Luleå Malmberget Medle Munksund/Skuthamn Norsjö Rönnskär Skellefteå Granö Heffners/Ortviken Karlsvik Nyland Järved Sollefteå Teg Tunadal Örnsköldsvik Östersund Bollnäs Falun Hemsta Hofors Tunabro Ljusne Malung Skutskär Strömsbro Söderhamn Tierp Vikarby Almtuna Österåker Norrtälje Roma Väsby Cobran, Hammarby, Huddinge, Nacka, Spånga, Stocksund og Traneberg Avesta Enköping Fagersta Guldsmedshytte Arboga Lindesberg Westmannia Morgårdshammar Skogsbo Skultuna Säter Bäcken Borås Deje Forshaga Färjestad Grums Munkfors Viking Mariestad Skövde Sågdalen Tibro Kenty Remo Linden Dalen Karlskoga Bofors IFK/IKS Nyköping Tranås Västervik Örebro Alvesta Boro/ Landsbro Gislaved Husqvarna Troja Jonstorp Malmö Oskarshamn Rögle Skillingaryd Tyringe Öster |
| Division II Syd A          | Division II Syd A          | Division II Syd B          | Division II Syd B          | Boden IFK Kiruna Kiruna AIF Luleå Malmberget Medle Munksund/Skuthamn Norsjö Rönnskär Skellefteå Granö Heffners/Ortviken Karlsvik Nyland Järved Sollefteå Teg Tunadal Örnsköldsvik Östersund Bollnäs Falun Hemsta Hofors Tunabro Ljusne Malung Skutskär Strömsbro Söderhamn Tierp Vikarby Almtuna Österåker Norrtälje Roma Väsby Cobran, Hammarby, Huddinge, Nacka, Spånga, Stocksund og Traneberg Avesta Enköping Fagersta Guldsmedshytte Arboga Lindesberg Westmannia Morgårdshammar Skogsbo Skultuna Säter Bäcken Borås Deje Forshaga Färjestad Grums Munkfors Viking Mariestad Skövde Sågdalen Tibro Kenty Remo Linden Dalen Karlskoga Bofors IFK/IKS Nyköping Tranås Västervik Örebro Alvesta Boro/ Landsbro Gislaved Husqvarna Troja Jonstorp Malmö Oskarshamn Rögle Skillingaryd Tyringe Öster |
| BK Kenty                   | Linköping                  | Alvesta SK                 | Alvesta                    | Boden IFK Kiruna Kiruna AIF Luleå Malmberget Medle Munksund/Skuthamn Norsjö Rönnskär Skellefteå Granö Heffners/Ortviken Karlsvik Nyland Järved Sollefteå Teg Tunadal Örnsköldsvik Östersund Bollnäs Falun Hemsta Hofors Tunabro Ljusne Malung Skutskär Strömsbro Söderhamn Tierp Vikarby Almtuna Österåker Norrtälje Roma Väsby Cobran, Hammarby, Huddinge, Nacka, Spånga, Stocksund og Traneberg Avesta Enköping Fagersta Guldsmedshytte Arboga Lindesberg Westmannia Morgårdshammar Skogsbo Skultuna Säter Bäcken Borås Deje Forshaga Färjestad Grums Munkfors Viking Mariestad Skövde Sågdalen Tibro Kenty Remo Linden Dalen Karlskoga Bofors IFK/IKS Nyköping Tranås Västervik Örebro Alvesta Boro/ Landsbro Gislaved Husqvarna Troja Jonstorp Malmö Oskarshamn Rögle Skillingaryd Tyringe Öster |
| BK Remo                    | Södertälje                 | Boro IF                    | Landsbro                   | Boden IFK Kiruna Kiruna AIF Luleå Malmberget Medle Munksund/Skuthamn Norsjö Rönnskär Skellefteå Granö Heffners/Ortviken Karlsvik Nyland Järved Sollefteå Teg Tunadal Örnsköldsvik Östersund Bollnäs Falun Hemsta Hofors Tunabro Ljusne Malung Skutskär Strömsbro Söderhamn Tierp Vikarby Almtuna Österåker Norrtälje Roma Väsby Cobran, Hammarby, Huddinge, Nacka, Spånga, Stocksund og Traneberg Avesta Enköping Fagersta Guldsmedshytte Arboga Lindesberg Westmannia Morgårdshammar Skogsbo Skultuna Säter Bäcken Borås Deje Forshaga Färjestad Grums Munkfors Viking Mariestad Skövde Sågdalen Tibro Kenty Remo Linden Dalen Karlskoga Bofors IFK/IKS Nyköping Tranås Västervik Örebro Alvesta Boro/ Landsbro Gislaved Husqvarna Troja Jonstorp Malmö Oskarshamn Rögle Skillingaryd Tyringe Öster |
| GoIF Linden                | Eskilstuna                 | Gislaveds SK               | Gislaved                   | Boden IFK Kiruna Kiruna AIF Luleå Malmberget Medle Munksund/Skuthamn Norsjö Rönnskär Skellefteå Granö Heffners/Ortviken Karlsvik Nyland Järved Sollefteå Teg Tunadal Örnsköldsvik Östersund Bollnäs Falun Hemsta Hofors Tunabro Ljusne Malung Skutskär Strömsbro Söderhamn Tierp Vikarby Almtuna Österåker Norrtälje Roma Väsby Cobran, Hammarby, Huddinge, Nacka, Spånga, Stocksund og Traneberg Avesta Enköping Fagersta Guldsmedshytte Arboga Lindesberg Westmannia Morgårdshammar Skogsbo Skultuna Säter Bäcken Borås Deje Forshaga Färjestad Grums Munkfors Viking Mariestad Skövde Sågdalen Tibro Kenty Remo Linden Dalen Karlskoga Bofors IFK/IKS Nyköping Tranås Västervik Örebro Alvesta Boro/ Landsbro Gislaved Husqvarna Troja Jonstorp Malmö Oskarshamn Rögle Skillingaryd Tyringe Öster |
| HC Dalen                   | Norrahammar                | Husqvarna IF               | Jönköping                  | Boden IFK Kiruna Kiruna AIF Luleå Malmberget Medle Munksund/Skuthamn Norsjö Rönnskär Skellefteå Granö Heffners/Ortviken Karlsvik Nyland Järved Sollefteå Teg Tunadal Örnsköldsvik Östersund Bollnäs Falun Hemsta Hofors Tunabro Ljusne Malung Skutskär Strömsbro Söderhamn Tierp Vikarby Almtuna Österåker Norrtälje Roma Väsby Cobran, Hammarby, Huddinge, Nacka, Spånga, Stocksund og Traneberg Avesta Enköping Fagersta Guldsmedshytte Arboga Lindesberg Westmannia Morgårdshammar Skogsbo Skultuna Säter Bäcken Borås Deje Forshaga Färjestad Grums Munkfors Viking Mariestad Skövde Sågdalen Tibro Kenty Remo Linden Dalen Karlskoga Bofors IFK/IKS Nyköping Tranås Västervik Örebro Alvesta Boro/ Landsbro Gislaved Husqvarna Troja Jonstorp Malmö Oskarshamn Rögle Skillingaryd Tyringe Öster |
| IF Karlskoga/Bofors        | Karlskoga                  | IF Troja                   | Ljungby                    | Boden IFK Kiruna Kiruna AIF Luleå Malmberget Medle Munksund/Skuthamn Norsjö Rönnskär Skellefteå Granö Heffners/Ortviken Karlsvik Nyland Järved Sollefteå Teg Tunadal Örnsköldsvik Östersund Bollnäs Falun Hemsta Hofors Tunabro Ljusne Malung Skutskär Strömsbro Söderhamn Tierp Vikarby Almtuna Österåker Norrtälje Roma Väsby Cobran, Hammarby, Huddinge, Nacka, Spånga, Stocksund og Traneberg Avesta Enköping Fagersta Guldsmedshytte Arboga Lindesberg Westmannia Morgårdshammar Skogsbo Skultuna Säter Bäcken Borås Deje Forshaga Färjestad Grums Munkfors Viking Mariestad Skövde Sågdalen Tibro Kenty Remo Linden Dalen Karlskoga Bofors IFK/IKS Nyköping Tranås Västervik Örebro Alvesta Boro/ Landsbro Gislaved Husqvarna Troja Jonstorp Malmö Oskarshamn Rögle Skillingaryd Tyringe Öster |
| IK IFK/IKS                 | Norrköping                 | Jonstorps IF               | Jonstorp                   | Boden IFK Kiruna Kiruna AIF Luleå Malmberget Medle Munksund/Skuthamn Norsjö Rönnskär Skellefteå Granö Heffners/Ortviken Karlsvik Nyland Järved Sollefteå Teg Tunadal Örnsköldsvik Östersund Bollnäs Falun Hemsta Hofors Tunabro Ljusne Malung Skutskär Strömsbro Söderhamn Tierp Vikarby Almtuna Österåker Norrtälje Roma Väsby Cobran, Hammarby, Huddinge, Nacka, Spånga, Stocksund og Traneberg Avesta Enköping Fagersta Guldsmedshytte Arboga Lindesberg Westmannia Morgårdshammar Skogsbo Skultuna Säter Bäcken Borås Deje Forshaga Färjestad Grums Munkfors Viking Mariestad Skövde Sågdalen Tibro Kenty Remo Linden Dalen Karlskoga Bofors IFK/IKS Nyköping Tranås Västervik Örebro Alvesta Boro/ Landsbro Gislaved Husqvarna Troja Jonstorp Malmö Oskarshamn Rögle Skillingaryd Tyringe Öster |
| Nyköpings BIS              | Nyköping                   | Malmö FF                   | Malmö                      | Boden IFK Kiruna Kiruna AIF Luleå Malmberget Medle Munksund/Skuthamn Norsjö Rönnskär Skellefteå Granö Heffners/Ortviken Karlsvik Nyland Järved Sollefteå Teg Tunadal Örnsköldsvik Östersund Bollnäs Falun Hemsta Hofors Tunabro Ljusne Malung Skutskär Strömsbro Söderhamn Tierp Vikarby Almtuna Österåker Norrtälje Roma Väsby Cobran, Hammarby, Huddinge, Nacka, Spånga, Stocksund og Traneberg Avesta Enköping Fagersta Guldsmedshytte Arboga Lindesberg Westmannia Morgårdshammar Skogsbo Skultuna Säter Bäcken Borås Deje Forshaga Färjestad Grums Munkfors Viking Mariestad Skövde Sågdalen Tibro Kenty Remo Linden Dalen Karlskoga Bofors IFK/IKS Nyköping Tranås Västervik Örebro Alvesta Boro/ Landsbro Gislaved Husqvarna Troja Jonstorp Malmö Oskarshamn Rögle Skillingaryd Tyringe Öster |
| Tranås AIF                 | Tranås                     | Oskarshamns AIK            | Oskarshamn                 | Boden IFK Kiruna Kiruna AIF Luleå Malmberget Medle Munksund/Skuthamn Norsjö Rönnskär Skellefteå Granö Heffners/Ortviken Karlsvik Nyland Järved Sollefteå Teg Tunadal Örnsköldsvik Östersund Bollnäs Falun Hemsta Hofors Tunabro Ljusne Malung Skutskär Strömsbro Söderhamn Tierp Vikarby Almtuna Österåker Norrtälje Roma Väsby Cobran, Hammarby, Huddinge, Nacka, Spånga, Stocksund og Traneberg Avesta Enköping Fagersta Guldsmedshytte Arboga Lindesberg Westmannia Morgårdshammar Skogsbo Skultuna Säter Bäcken Borås Deje Forshaga Färjestad Grums Munkfors Viking Mariestad Skövde Sågdalen Tibro Kenty Remo Linden Dalen Karlskoga Bofors IFK/IKS Nyköping Tranås Västervik Örebro Alvesta Boro/ Landsbro Gislaved Husqvarna Troja Jonstorp Malmö Oskarshamn Rögle Skillingaryd Tyringe Öster |
| Västerviks AIS             | Västervik                  | Rögle BK                   | Ängelholm                  | Boden IFK Kiruna Kiruna AIF Luleå Malmberget Medle Munksund/Skuthamn Norsjö Rönnskär Skellefteå Granö Heffners/Ortviken Karlsvik Nyland Järved Sollefteå Teg Tunadal Örnsköldsvik Östersund Bollnäs Falun Hemsta Hofors Tunabro Ljusne Malung Skutskär Strömsbro Söderhamn Tierp Vikarby Almtuna Österåker Norrtälje Roma Väsby Cobran, Hammarby, Huddinge, Nacka, Spånga, Stocksund og Traneberg Avesta Enköping Fagersta Guldsmedshytte Arboga Lindesberg Westmannia Morgårdshammar Skogsbo Skultuna Säter Bäcken Borås Deje Forshaga Färjestad Grums Munkfors Viking Mariestad Skövde Sågdalen Tibro Kenty Remo Linden Dalen Karlskoga Bofors IFK/IKS Nyköping Tranås Västervik Örebro Alvesta Boro/ Landsbro Gislaved Husqvarna Troja Jonstorp Malmö Oskarshamn Rögle Skillingaryd Tyringe Öster |
| Örebro SK                  | Örebro                     | Skillingaryds IS           | Skillingaryd               | Boden IFK Kiruna Kiruna AIF Luleå Malmberget Medle Munksund/Skuthamn Norsjö Rönnskär Skellefteå Granö Heffners/Ortviken Karlsvik Nyland Järved Sollefteå Teg Tunadal Örnsköldsvik Östersund Bollnäs Falun Hemsta Hofors Tunabro Ljusne Malung Skutskär Strömsbro Söderhamn Tierp Vikarby Almtuna Österåker Norrtälje Roma Väsby Cobran, Hammarby, Huddinge, Nacka, Spånga, Stocksund og Traneberg Avesta Enköping Fagersta Guldsmedshytte Arboga Lindesberg Westmannia Morgårdshammar Skogsbo Skultuna Säter Bäcken Borås Deje Forshaga Färjestad Grums Munkfors Viking Mariestad Skövde Sågdalen Tibro Kenty Remo Linden Dalen Karlskoga Bofors IFK/IKS Nyköping Tranås Västervik Örebro Alvesta Boro/ Landsbro Gislaved Husqvarna Troja Jonstorp Malmö Oskarshamn Rögle Skillingaryd Tyringe Öster |
|                            |                            | Tyringe SoSS               | Tyringe                    | Boden IFK Kiruna Kiruna AIF Luleå Malmberget Medle Munksund/Skuthamn Norsjö Rönnskär Skellefteå Granö Heffners/Ortviken Karlsvik Nyland Järved Sollefteå Teg Tunadal Örnsköldsvik Östersund Bollnäs Falun Hemsta Hofors Tunabro Ljusne Malung Skutskär Strömsbro Söderhamn Tierp Vikarby Almtuna Österåker Norrtälje Roma Väsby Cobran, Hammarby, Huddinge, Nacka, Spånga, Stocksund og Traneberg Avesta Enköping Fagersta Guldsmedshytte Arboga Lindesberg Westmannia Morgårdshammar Skogsbo Skultuna Säter Bäcken Borås Deje Forshaga Färjestad Grums Munkfors Viking Mariestad Skövde Sågdalen Tibro Kenty Remo Linden Dalen Karlskoga Bofors IFK/IKS Nyköping Tranås Västervik Örebro Alvesta Boro/ Landsbro Gislaved Husqvarna Troja Jonstorp Malmö Oskarshamn Rögle Skillingaryd Tyringe Öster |
| Östers IF                  | Växjö                      |                            |                            | Boden IFK Kiruna Kiruna AIF Luleå Malmberget Medle Munksund/Skuthamn Norsjö Rönnskär Skellefteå Granö Heffners/Ortviken Karlsvik Nyland Järved Sollefteå Teg Tunadal Örnsköldsvik Östersund Bollnäs Falun Hemsta Hofors Tunabro Ljusne Malung Skutskär Strömsbro Söderhamn Tierp Vikarby Almtuna Österåker Norrtälje Roma Väsby Cobran, Hammarby, Huddinge, Nacka, Spånga, Stocksund og Traneberg Avesta Enköping Fagersta Guldsmedshytte Arboga Lindesberg Westmannia Morgårdshammar Skogsbo Skultuna Säter Bäcken Borås Deje Forshaga Färjestad Grums Munkfors Viking Mariestad Skövde Sågdalen Tibro Kenty Remo Linden Dalen Karlskoga Bofors IFK/IKS Nyköping Tranås Västervik Örebro Alvesta Boro/ Landsbro Gislaved Husqvarna Troja Jonstorp Malmö Oskarshamn Rögle Skillingaryd Tyringe Öster |

## Nord

### Division II Nord A
| \| Nr \| Hold \| K \| V \| U \| T \| Mf \| \| Mi \| +/- \| P \| \| -- \| ------------------------- \| -- \| -- \| - \| -- \| --- \| - \| --- \| --- \| ------------------------------------ \| \| 1 \| Skellefteå AIK (N) \| 18 \| 17 \| 0 \| 1 \| 109 \| – \| 55 \| +54 \| 34Oprykningsspil \| \| 2 \| Bodens BK \| 18 \| 14 \| 0 \| 4 \| 119 \| – \| 66 \| +53 \| 28 \| \| 3 \| IFK Kiruna \| 18 \| 10 \| 3 \| 5 \| 95 \| – \| 66 \| +29 \| 23 \| \| 4 \| Kiruna AIF \| 18 \| 10 \| 2 \| 6 \| 75 \| – \| 55 \| +20 \| 22 \| \| 5 \| Rönnskärs IF \| 18 \| 9 \| 1 \| 8 \| 86 \| – \| 74 \| +12 \| 19 \| \| 6 \| Medle SK \| 18 \| 8 \| 1 \| 9 \| 78 \| – \| 82 \| −4 \| 17 \| \| 7 \| Malmbergets AIF \| 18 \| 7 \| 0 \| 11 \| 59 \| – \| 67 \| −8 \| 14 \| \| 8 \| IFK Luleå \| 18 \| 4 \| 3 \| 11 \| 72 \| – \| 90 \| −18 \| 11 \| \| 9 \| Munksund/Skuthamns SK (O) \| 18 \| 4 \| 0 \| 14 \| 44 \| – \| 110 \| −66 \| 8Nedrykning til Division III 1970-71 \| \| 10 \| Norsjö IF (O) \| 18 \| 2 \| 0 \| 16 \| 60 \| – \| 132 \| −72 \| 4Nedrykning til Division III 1970-71 \| K: Kampe spillet, V: Vundne kampe, U: Uafgjorte kampe, T: Tabte kampe, Mf: Mål for, Mi: Mål imod, +/-: Måldifference, P: Point |                           |    |    |   |    |     |   |     |     |                                      |
| Nr | Hold                      | K  | V  | U | T  | Mf  |   | Mi  | +/- | P                                    |
| 1 | Skellefteå AIK (N)        | 18 | 17 | 0 | 1  | 109 | – | 55  | +54 | 34Oprykningsspil                     |
| 2 | Bodens BK                 | 18 | 14 | 0 | 4  | 119 | – | 66  | +53 | 28                                   |
| 3 | IFK Kiruna                | 18 | 10 | 3 | 5  | 95  | – | 66  | +29 | 23                                   |
| 4 | Kiruna AIF                | 18 | 10 | 2 | 6  | 75  | – | 55  | +20 | 22                                   |
| 5 | Rönnskärs IF              | 18 | 9  | 1 | 8  | 86  | – | 74  | +12 | 19                                   |
| 6 | Medle SK                  | 18 | 8  | 1 | 9  | 78  | – | 82  | −4  | 17                                   |
| 7 | Malmbergets AIF           | 18 | 7  | 0 | 11 | 59  | – | 67  | −8  | 14                                   |
| 8 | IFK Luleå                 | 18 | 4  | 3 | 11 | 72  | – | 90  | −18 | 11                                   |
| 9 | Munksund/Skuthamns SK (O) | 18 | 4  | 0 | 14 | 44  | – | 110 | −66 | 8Nedrykning til Division III 1970-71 |
| 10 | Norsjö IF (O)             | 18 | 2  | 0 | 16 | 60  | – | 132 | −72 | 4Nedrykning til Division III 1970-71 |

### Division II Nord B
| \| Nr \| Hold \| K \| V \| U \| T \| Mf \| \| Mi \| +/- \| P \| \| -- \| --------------------- \| -- \| -- \| - \| -- \| --- \| - \| --- \| ---- \| ------------------------------------- \| \| 1 \| Heffners/Ortvikens IF \| 18 \| 17 \| 1 \| 0 \| 125 \| – \| 32 \| +93 \| 35Oprykningsspil \| \| 2 \| Tegs SK \| 18 \| 14 \| 1 \| 3 \| 141 \| – \| 43 \| +98 \| 29 \| \| 3 \| Tunadals IF \| 18 \| 11 \| 1 \| 6 \| 92 \| – \| 80 \| +12 \| 23 \| \| 4 \| Östersunds IK \| 18 \| 10 \| 2 \| 6 \| 86 \| – \| 64 \| +22 \| 22 \| \| 5 \| Järveds IF \| 18 \| 10 \| 2 \| 6 \| 82 \| – \| 74 \| +8 \| 22 \| \| 6 \| IF Karlsvik (O) \| 18 \| 7 \| 0 \| 11 \| 75 \| – \| 91 \| −16 \| 14 \| \| 7 \| Sollefteå IK \| 18 \| 5 \| 2 \| 11 \| 37 \| – \| 81 \| −44 \| 12 \| \| 8 \| Granö IF (O) \| 18 \| 5 \| 1 \| 12 \| 46 \| – \| 76 \| −30 \| 11 \| \| 9 \| Örnsköldsviks SK \| 18 \| 5 \| 0 \| 13 \| 60 \| – \| 84 \| −24 \| 10Nedrykning til Division III 1970-71 \| \| 10 \| IFK Nyland \| 18 \| 1 \| 0 \| 17 \| 38 \| – \| 157 \| −119 \| 2Nedrykning til Division III 1970-71 \| K: Kampe spillet, V: Vundne kampe, U: Uafgjorte kampe, T: Tabte kampe, Mf: Mål for, Mi: Mål imod, +/-: Måldifference, P: Point |                       |    |    |   |    |     |   |     |      |                                       |
| Nr | Hold                  | K  | V  | U | T  | Mf  |   | Mi  | +/-  | P                                     |
| 1 | Heffners/Ortvikens IF | 18 | 17 | 1 | 0  | 125 | – | 32  | +93  | 35Oprykningsspil                      |
| 2 | Tegs SK               | 18 | 14 | 1 | 3  | 141 | – | 43  | +98  | 29                                    |
| 3 | Tunadals IF           | 18 | 11 | 1 | 6  | 92  | – | 80  | +12  | 23                                    |
| 4 | Östersunds IK         | 18 | 10 | 2 | 6  | 86  | – | 64  | +22  | 22                                    |
| 5 | Järveds IF            | 18 | 10 | 2 | 6  | 82  | – | 74  | +8   | 22                                    |
| 6 | IF Karlsvik (O)       | 18 | 7  | 0 | 11 | 75  | – | 91  | −16  | 14                                    |
| 7 | Sollefteå IK          | 18 | 5  | 2 | 11 | 37  | – | 81  | −44  | 12                                    |
| 8 | Granö IF (O)          | 18 | 5  | 1 | 12 | 46  | – | 76  | −30  | 11                                    |
| 9 | Örnsköldsviks SK      | 18 | 5  | 0 | 13 | 60  | – | 84  | −24  | 10Nedrykning til Division III 1970-71 |
| 10 | IFK Nyland            | 18 | 1  | 0 | 17 | 38  | – | 157 | −119 | 2Nedrykning til Division III 1970-71  |

## Øst

### Division II Øst A
| \| Nr \| Hold \| K \| V \| U \| T \| Mf \| \| Mi \| +/- \| P \| \| -- \| -------------- \| -- \| -- \| - \| -- \| --- \| - \| --- \| --- \| ------------------------------------- \| \| 1 \| Bollnäs IS \| 22 \| 16 \| 5 \| 1 \| 129 \| – \| 52 \| +77 \| 37Oprykningsspil \| \| 2 \| IF Tunabro \| 22 \| 16 \| 2 \| 4 \| 120 \| – \| 65 \| +55 \| 34 \| \| 3 \| Falu IF \| 22 \| 14 \| 2 \| 6 \| 109 \| – \| 69 \| +40 \| 30 \| \| 4 \| Strömsbro IF \| 22 \| 13 \| 3 \| 6 \| 129 \| – \| 90 \| +39 \| 29 \| \| 5 \| Malungs IF (O) \| 22 \| 11 \| 3 \| 8 \| 84 \| – \| 78 \| +6 \| 25 \| \| 6 \| Skutskärs SK \| 22 \| 9 \| 6 \| 7 \| 84 \| – \| 74 \| +10 \| 24 \| \| 7 \| Ljusne AIK \| 22 \| 10 \| 1 \| 11 \| 90 \| – \| 96 \| −6 \| 21 \| \| 8 \| Hofors IK \| 22 \| 7 \| 4 \| 11 \| 70 \| – \| 82 \| −12 \| 18 \| \| 9 \| Hemsta IF (O) \| 22 \| 7 \| 1 \| 14 \| 103 \| – \| 146 \| −43 \| 15Nedrykning til Division III 1970-71 \| \| 10 \| Tierps IF (O) \| 22 \| 6 \| 1 \| 15 \| 93 \| – \| 145 \| −52 \| 13Nedrykning til Division III 1970-71 \| \| 11 \| Vikarby IF \| 22 \| 5 \| 1 \| 16 \| 64 \| – \| 116 \| −52 \| 11Nedrykning til Division III 1970-71 \| \| 12 \| Söderhamns IK \| 22 \| 3 \| 1 \| 18 \| 74 \| – \| 136 \| −62 \| 7Nedrykning til Division III 1970-71 \| K: Kampe spillet, V: Vundne kampe, U: Uafgjorte kampe, T: Tabte kampe, Mf: Mål for, Mi: Mål imod, +/-: Måldifference, P: Point |                |    |    |   |    |     |   |     |     |                                       |
| Nr | Hold           | K  | V  | U | T  | Mf  |   | Mi  | +/- | P                                     |
| 1 | Bollnäs IS     | 22 | 16 | 5 | 1  | 129 | – | 52  | +77 | 37Oprykningsspil                      |
| 2 | IF Tunabro     | 22 | 16 | 2 | 4  | 120 | – | 65  | +55 | 34                                    |
| 3 | Falu IF        | 22 | 14 | 2 | 6  | 109 | – | 69  | +40 | 30                                    |
| 4 | Strömsbro IF   | 22 | 13 | 3 | 6  | 129 | – | 90  | +39 | 29                                    |
| 5 | Malungs IF (O) | 22 | 11 | 3 | 8  | 84  | – | 78  | +6  | 25                                    |
| 6 | Skutskärs SK   | 22 | 9  | 6 | 7  | 84  | – | 74  | +10 | 24                                    |
| 7 | Ljusne AIK     | 22 | 10 | 1 | 11 | 90  | – | 96  | −6  | 21                                    |
| 8 | Hofors IK      | 22 | 7  | 4 | 11 | 70  | – | 82  | −12 | 18                                    |
| 9 | Hemsta IF (O)  | 22 | 7  | 1 | 14 | 103 | – | 146 | −43 | 15Nedrykning til Division III 1970-71 |
| 10 | Tierps IF (O)  | 22 | 6  | 1 | 15 | 93  | – | 145 | −52 | 13Nedrykning til Division III 1970-71 |
| 11 | Vikarby IF     | 22 | 5  | 1 | 16 | 64  | – | 116 | −52 | 11Nedrykning til Division III 1970-71 |
| 12 | Söderhamns IK  | 22 | 3  | 1 | 18 | 74  | – | 136 | −62 | 7Nedrykning til Division III 1970-71  |

### Division II Øst B
| \| Nr \| Hold \| K \| V \| U \| T \| Mf \| \| Mi \| +/- \| P \| \| -- \| --------------- \| -- \| -- \| - \| -- \| --- \| - \| --- \| ---- \| ------------------------------------- \| \| 1 \| Almtuna IS \| 22 \| 19 \| 0 \| 3 \| 120 \| – \| 47 \| +73 \| 38Oprykningsspil \| \| 2 \| Nacka SK \| 22 \| 17 \| 1 \| 4 \| 120 \| – \| 48 \| +72 \| 35 \| \| 3 \| IF Cobran (O) \| 22 \| 12 \| 4 \| 6 \| 91 \| – \| 68 \| +23 \| 28 \| \| 4 \| Hammarby IF (N) \| 22 \| 13 \| 1 \| 8 \| 121 \| – \| 70 \| +51 \| 27 \| \| 5 \| Tranebergs IF \| 22 \| 12 \| 2 \| 8 \| 91 \| – \| 67 \| +24 \| 26 \| \| 6 \| Väsby IK \| 22 \| 11 \| 2 \| 9 \| 94 \| – \| 79 \| +15 \| 24 \| \| 7 \| Norrtälje IK \| 22 \| 12 \| 0 \| 10 \| 89 \| – \| 82 \| +7 \| 24 \| \| 8 \| Huddinge IK \| 22 \| 11 \| 1 \| 10 \| 80 \| – \| 71 \| +9 \| 23 \| \| 9 \| Spånga IS (O) \| 22 \| 8 \| 1 \| 13 \| 64 \| – \| 90 \| −26 \| 17Nedrykning til Division III 1970-71 \| \| 10 \| Roma IF \| 22 \| 7 \| 0 \| 15 \| 66 \| – \| 103 \| −37 \| 14Nedrykning til Division III 1970-71 \| \| 11 \| IFK Österåker \| 22 \| 2 \| 0 \| 20 \| 58 \| – \| 160 \| −102 \| 4Nedrykning til Division III 1970-71 \| \| 12 \| Stocksunds IF \| 22 \| 2 \| 0 \| 20 \| 62 \| – \| 171 \| −109 \| 4Nedrykning til Division III 1970-71 \| K: Kampe spillet, V: Vundne kampe, U: Uafgjorte kampe, T: Tabte kampe, Mf: Mål for, Mi: Mål imod, +/-: Måldifference, P: Point |                 |    |    |   |    |     |   |     |      |                                       |
| Nr | Hold            | K  | V  | U | T  | Mf  |   | Mi  | +/-  | P                                     |
| 1 | Almtuna IS      | 22 | 19 | 0 | 3  | 120 | – | 47  | +73  | 38Oprykningsspil                      |
| 2 | Nacka SK        | 22 | 17 | 1 | 4  | 120 | – | 48  | +72  | 35                                    |
| 3 | IF Cobran (O)   | 22 | 12 | 4 | 6  | 91  | – | 68  | +23  | 28                                    |
| 4 | Hammarby IF (N) | 22 | 13 | 1 | 8  | 121 | – | 70  | +51  | 27                                    |
| 5 | Tranebergs IF   | 22 | 12 | 2 | 8  | 91  | – | 67  | +24  | 26                                    |
| 6 | Väsby IK        | 22 | 11 | 2 | 9  | 94  | – | 79  | +15  | 24                                    |
| 7 | Norrtälje IK    | 22 | 12 | 0 | 10 | 89  | – | 82  | +7   | 24                                    |
| 8 | Huddinge IK     | 22 | 11 | 1 | 10 | 80  | – | 71  | +9   | 23                                    |
| 9 | Spånga IS (O)   | 22 | 8  | 1 | 13 | 64  | – | 90  | −26  | 17Nedrykning til Division III 1970-71 |
| 10 | Roma IF         | 22 | 7  | 0 | 15 | 66  | – | 103 | −37  | 14Nedrykning til Division III 1970-71 |
| 11 | IFK Österåker   | 22 | 2  | 0 | 20 | 58  | – | 160 | −102 | 4Nedrykning til Division III 1970-71  |
| 12 | Stocksunds IF   | 22 | 2  | 0 | 20 | 62  | – | 171 | −109 | 4Nedrykning til Division III 1970-71  |

## Vest

### Division II Vest A
| \| Nr \| Hold \| K \| V \| U \| T \| Mf \| \| Mi \| +/- \| P \| \| -- \| ------------------ \| -- \| -- \| - \| -- \| --- \| - \| --- \| --- \| ------------------------------------- \| \| 1 \| Fagersta AIK \| 20 \| 15 \| 1 \| 4 \| 115 \| – \| 64 \| +51 \| 31Oprykningsspil \| \| 2 \| IFK Lindesberg (O) \| 20 \| 14 \| 2 \| 4 \| 102 \| – \| 60 \| +42 \| 30 \| \| 3 \| Avesta BK \| 20 \| 12 \| 2 \| 6 \| 108 \| – \| 62 \| +46 \| 26 \| \| 4 \| Skultuna IS \| 20 \| 11 \| 4 \| 5 \| 121 \| – \| 80 \| +41 \| 26 \| \| 5 \| Guldsmedshytte SK \| 20 \| 10 \| 4 \| 6 \| 92 \| – \| 81 \| +11 \| 24 \| \| 6 \| Enköpings SK \| 20 \| 8 \| 5 \| 7 \| 78 \| – \| 73 \| +5 \| 21 \| \| 7 \| Säters IF \| 20 \| 7 \| 1 \| 12 \| 67 \| – \| 98 \| −31 \| 15 \| \| 8 \| Skogsbo SK (O) \| 20 \| 6 \| 2 \| 12 \| 83 \| – \| 98 \| −15 \| 14 \| \| 9 \| IK Westmannia (O) \| 20 \| 6 \| 1 \| 13 \| 76 \| – \| 118 \| −42 \| 13Nedrykning til Division III 1970-71 \| \| 10 \| Morgårdshammars IF \| 20 \| 6 \| 1 \| 13 \| 76 \| – \| 123 \| −47 \| 13Nedrykning til Division III 1970-71 \| \| 11 \| IFK Arboga \| 20 \| 2 \| 3 \| 15 \| 40 \| – \| 101 \| −61 \| 7Nedrykning til Division III 1970-71 \| K: Kampe spillet, V: Vundne kampe, U: Uafgjorte kampe, T: Tabte kampe, Mf: Mål for, Mi: Mål imod, +/-: Måldifference, P: Point |                    |    |    |   |    |     |   |     |     |                                       |
| Nr | Hold               | K  | V  | U | T  | Mf  |   | Mi  | +/- | P                                     |
| 1 | Fagersta AIK       | 20 | 15 | 1 | 4  | 115 | – | 64  | +51 | 31Oprykningsspil                      |
| 2 | IFK Lindesberg (O) | 20 | 14 | 2 | 4  | 102 | – | 60  | +42 | 30                                    |
| 3 | Avesta BK          | 20 | 12 | 2 | 6  | 108 | – | 62  | +46 | 26                                    |
| 4 | Skultuna IS        | 20 | 11 | 4 | 5  | 121 | – | 80  | +41 | 26                                    |
| 5 | Guldsmedshytte SK  | 20 | 10 | 4 | 6  | 92  | – | 81  | +11 | 24                                    |
| 6 | Enköpings SK       | 20 | 8  | 5 | 7  | 78  | – | 73  | +5  | 21                                    |
| 7 | Säters IF          | 20 | 7  | 1 | 12 | 67  | – | 98  | −31 | 15                                    |
| 8 | Skogsbo SK (O)     | 20 | 6  | 2 | 12 | 83  | – | 98  | −15 | 14                                    |
| 9 | IK Westmannia (O)  | 20 | 6  | 1 | 13 | 76  | – | 118 | −42 | 13Nedrykning til Division III 1970-71 |
| 10 | Morgårdshammars IF | 20 | 6  | 1 | 13 | 76  | – | 123 | −47 | 13Nedrykning til Division III 1970-71 |
| 11 | IFK Arboga         | 20 | 2  | 3 | 15 | 40  | – | 101 | −61 | 7Nedrykning til Division III 1970-71  |

### Division II Vest B
| \| Nr \| Hold \| K \| V \| U \| T \| Mf \| \| Mi \| +/- \| P \| \| -- \| --------------- \| -- \| -- \| - \| -- \| --- \| - \| --- \| ---- \| ------------------------------------- \| \| 1 \| Färjestads BK \| 22 \| 22 \| 0 \| 0 \| 186 \| – \| 35 \| +151 \| 44Oprykningsspil \| \| 2 \| Grums IK \| 22 \| 18 \| 1 \| 3 \| 160 \| – \| 73 \| +87 \| 37 \| \| 3 \| Forshaga IF \| 22 \| 14 \| 1 \| 7 \| 119 \| – \| 85 \| +34 \| 29 \| \| 4 \| Borås HC \| 22 \| 13 \| 3 \| 6 \| 92 \| – \| 75 \| +17 \| 29 \| \| 5 \| Skövde IK \| 22 \| 10 \| 3 \| 9 \| 96 \| – \| 96 \| 0 \| 23 \| \| 6 \| Deje IK \| 22 \| 9 \| 4 \| 9 \| 105 \| – \| 107 \| −2 \| 22 \| \| 7 \| IFK Munkfors \| 22 \| 8 \| 3 \| 11 \| 84 \| – \| 72 \| +12 \| 19 \| \| 8 \| Tibro IK \| 22 \| 8 \| 3 \| 11 \| 83 \| – \| 117 \| −34 \| 19 \| \| 9 \| IK Viking \| 22 \| 7 \| 1 \| 14 \| 87 \| – \| 113 \| −26 \| 15Nedrykning til Division III 1970-71 \| \| 10 \| Sågdalens SK \| 22 \| 4 \| 4 \| 14 \| 69 \| – \| 122 \| −53 \| 12Nedrykning til Division III 1970-71 \| \| 11 \| BK Bäcken (O) \| 22 \| 4 \| 1 \| 17 \| 59 \| – \| 150 \| −91 \| 9Nedrykning til Division III 1970-71 \| \| 12 \| Mariestads BoIS \| 22 \| 2 \| 2 \| 18 \| 60 \| – \| 155 \| −95 \| 6Nedrykning til Division III 1970-71 \| K: Kampe spillet, V: Vundne kampe, U: Uafgjorte kampe, T: Tabte kampe, Mf: Mål for, Mi: Mål imod, +/-: Måldifference, P: Point |                 |    |    |   |    |     |   |     |      |                                       |
| Nr | Hold            | K  | V  | U | T  | Mf  |   | Mi  | +/-  | P                                     |
| 1 | Färjestads BK   | 22 | 22 | 0 | 0  | 186 | – | 35  | +151 | 44Oprykningsspil                      |
| 2 | Grums IK        | 22 | 18 | 1 | 3  | 160 | – | 73  | +87  | 37                                    |
| 3 | Forshaga IF     | 22 | 14 | 1 | 7  | 119 | – | 85  | +34  | 29                                    |
| 4 | Borås HC        | 22 | 13 | 3 | 6  | 92  | – | 75  | +17  | 29                                    |
| 5 | Skövde IK       | 22 | 10 | 3 | 9  | 96  | – | 96  | 0    | 23                                    |
| 6 | Deje IK         | 22 | 9  | 4 | 9  | 105 | – | 107 | −2   | 22                                    |
| 7 | IFK Munkfors    | 22 | 8  | 3 | 11 | 84  | – | 72  | +12  | 19                                    |
| 8 | Tibro IK        | 22 | 8  | 3 | 11 | 83  | – | 117 | −34  | 19                                    |
| 9 | IK Viking       | 22 | 7  | 1 | 14 | 87  | – | 113 | −26  | 15Nedrykning til Division III 1970-71 |
| 10 | Sågdalens SK    | 22 | 4  | 4 | 14 | 69  | – | 122 | −53  | 12Nedrykning til Division III 1970-71 |
| 11 | BK Bäcken (O)   | 22 | 4  | 1 | 17 | 59  | – | 150 | −91  | 9Nedrykning til Division III 1970-71  |
| 12 | Mariestads BoIS | 22 | 2  | 2 | 18 | 60  | – | 155 | −95  | 6Nedrykning til Division III 1970-71  |

## Syd

### Division II Syd A
| \| Nr \| Hold \| K \| V \| U \| T \| Mf \| \| Mi \| +/- \| P \| \| -- \| ----------------------- \| -- \| -- \| - \| -- \| --- \| - \| --- \| --- \| ------------------------------------ \| \| 1 \| IF Karlskoga/Bofors (N) \| 18 \| 15 \| 1 \| 2 \| 118 \| – \| 37 \| +81 \| 31Oprykningsspil \| \| 2 \| Örebro SK \| 18 \| 13 \| 2 \| 3 \| 109 \| – \| 50 \| +59 \| 28 \| \| 3 \| IK IFK/IKS \| 18 \| 12 \| 3 \| 3 \| 97 \| – \| 55 \| +42 \| 27 \| \| 4 \| Tranås AIF \| 18 \| 9 \| 7 \| 2 \| 88 \| – \| 58 \| +30 \| 25 \| \| 5 \| Nyköpings BIS \| 18 \| 11 \| 1 \| 6 \| 83 \| – \| 81 \| +2 \| 23 \| \| 6 \| BK Kenty \| 18 \| 6 \| 2 \| 10 \| 77 \| – \| 68 \| +9 \| 14 \| \| 7 \| GoIF Linden \| 18 \| 5 \| 3 \| 10 \| 71 \| – \| 85 \| −14 \| 13 \| \| 8 \| HC Dalen \| 18 \| 6 \| 1 \| 11 \| 66 \| – \| 100 \| −34 \| 13 \| \| 9 \| Västerviks AIS (O) \| 18 \| 2 \| 0 \| 16 \| 35 \| – \| 117 \| −82 \| 4Nedrykning til Division III 1970-71 \| \| 10 \| BK Remo (O) \| 18 \| 1 \| 0 \| 17 \| 49 \| – \| 142 \| −93 \| 2Nedrykning til Division III 1970-71 \| K: Kampe spillet, V: Vundne kampe, U: Uafgjorte kampe, T: Tabte kampe, Mf: Mål for, Mi: Mål imod, +/-: Måldifference, P: Point |                         |    |    |   |    |     |   |     |     |                                      |
| Nr | Hold                    | K  | V  | U | T  | Mf  |   | Mi  | +/- | P                                    |
| 1 | IF Karlskoga/Bofors (N) | 18 | 15 | 1 | 2  | 118 | – | 37  | +81 | 31Oprykningsspil                     |
| 2 | Örebro SK               | 18 | 13 | 2 | 3  | 109 | – | 50  | +59 | 28                                   |
| 3 | IK IFK/IKS              | 18 | 12 | 3 | 3  | 97  | – | 55  | +42 | 27                                   |
| 4 | Tranås AIF              | 18 | 9  | 7 | 2  | 88  | – | 58  | +30 | 25                                   |
| 5 | Nyköpings BIS           | 18 | 11 | 1 | 6  | 83  | – | 81  | +2  | 23                                   |
| 6 | BK Kenty                | 18 | 6  | 2 | 10 | 77  | – | 68  | +9  | 14                                   |
| 7 | GoIF Linden             | 18 | 5  | 3 | 10 | 71  | – | 85  | −14 | 13                                   |
| 8 | HC Dalen                | 18 | 6  | 1 | 11 | 66  | – | 100 | −34 | 13                                   |
| 9 | Västerviks AIS (O)      | 18 | 2  | 0 | 16 | 35  | – | 117 | −82 | 4Nedrykning til Division III 1970-71 |
| 10 | BK Remo (O)             | 18 | 1  | 0 | 17 | 49  | – | 142 | −93 | 2Nedrykning til Division III 1970-71 |

### Division II Syd B
| \| Nr \| Hold \| K \| V \| U \| T \| Mf \| \| Mi \| +/- \| P \| \| -- \| ---------------- \| -- \| -- \| - \| -- \| --- \| - \| --- \| ---- \| ------------------------------------- \| \| 1 \| Östers IF \| 22 \| 17 \| 2 \| 3 \| 117 \| – \| 50 \| +67 \| 36Oprykningsspil \| \| 2 \| IF Troja \| 22 \| 17 \| 0 \| 5 \| 117 \| – \| 68 \| +49 \| 34 \| \| 3 \| Rögle BK (N) \| 22 \| 13 \| 2 \| 7 \| 97 \| – \| 54 \| +43 \| 28 \| \| 4 \| Tyringe SoSS \| 22 \| 12 \| 3 \| 7 \| 105 \| – \| 64 \| +41 \| 27 \| \| 5 \| Gislaveds SK (O) \| 22 \| 13 \| 0 \| 9 \| 81 \| – \| 72 \| +9 \| 26 \| \| 6 \| Malmö FF \| 22 \| 12 \| 1 \| 9 \| 90 \| – \| 69 \| +21 \| 25 \| \| 7 \| Skillingaryds IS \| 22 \| 12 \| 1 \| 9 \| 90 \| – \| 72 \| +18 \| 25 \| \| 8 \| Boro/Landsbro IF \| 22 \| 11 \| 3 \| 8 \| 93 \| – \| 78 \| +15 \| 25 \| \| 9 \| Husqvarna IF \| 22 \| 9 \| 1 \| 12 \| 97 \| – \| 101 \| −4 \| 19Nedrykning til Division III 1970-71 \| \| 10 \| Jontorps IF (O) \| 22 \| 4 \| 2 \| 16 \| 68 \| – \| 138 \| −70 \| 10Nedrykning til Division III 1970-71 \| \| 11 \| Alvesta SK \| 22 \| 2 \| 1 \| 19 \| 47 \| – \| 121 \| −74 \| 5Nedrykning til Division III 1970-71 \| \| 12 \| Oskarshamns AIK \| 22 \| 2 \| 0 \| 20 \| 66 \| – \| 239 \| −173 \| 4Nedrykning til Division III 1970-71 \| K: Kampe spillet, V: Vundne kampe, U: Uafgjorte kampe, T: Tabte kampe, Mf: Mål for, Mi: Mål imod, +/-: Måldifference, P: Point |                  |    |    |   |    |     |   |     |      |                                       |
| Nr | Hold             | K  | V  | U | T  | Mf  |   | Mi  | +/-  | P                                     |
| 1 | Östers IF        | 22 | 17 | 2 | 3  | 117 | – | 50  | +67  | 36Oprykningsspil                      |
| 2 | IF Troja         | 22 | 17 | 0 | 5  | 117 | – | 68  | +49  | 34                                    |
| 3 | Rögle BK (N)     | 22 | 13 | 2 | 7  | 97  | – | 54  | +43  | 28                                    |
| 4 | Tyringe SoSS     | 22 | 12 | 3 | 7  | 105 | – | 64  | +41  | 27                                    |
| 5 | Gislaveds SK (O) | 22 | 13 | 0 | 9  | 81  | – | 72  | +9   | 26                                    |
| 6 | Malmö FF         | 22 | 12 | 1 | 9  | 90  | – | 69  | +21  | 25                                    |
| 7 | Skillingaryds IS | 22 | 12 | 1 | 9  | 90  | – | 72  | +18  | 25                                    |
| 8 | Boro/Landsbro IF | 22 | 11 | 3 | 8  | 93  | – | 78  | +15  | 25                                    |
| 9 | Husqvarna IF     | 22 | 9  | 1 | 12 | 97  | – | 101 | −4   | 19Nedrykning til Division III 1970-71 |
| 10 | Jontorps IF (O)  | 22 | 4  | 2 | 16 | 68  | – | 138 | −70  | 10Nedrykning til Division III 1970-71 |
| 11 | Alvesta SK       | 22 | 2  | 1 | 19 | 47  | – | 121 | −74  | 5Nedrykning til Division III 1970-71  |
| 12 | Oskarshamns AIK  | 22 | 2  | 0 | 20 | 66  | – | 239 | −173 | 4Nedrykning til Division III 1970-71  |

## Oprykningsspil
I oprykningsspillet spillede de otte puljevindere om fire oprykningspladser til Division I. De otte hold blev inddelt i to nye puljer med fire hold i hver, og i hver pulje spillede holdene om to oprykningspladser.

### Nord
Oprykningsspil Nord havde deltagelse af vinderne af grundspilspuljerne i regionerne Nord og Øst. Holdene spillede en dobbeltturnering alle-mod-alle om to oprykningspladser til Division I.
| \| Nr \| Hold \| K \| V \| U \| T \| Mf \| \| Mi \| +/- \| P \| \| -- \| --------------------- \| - \| - \| - \| - \| -- \| - \| -- \| --- \| --------------------------------- \| \| 1 \| Heffners/Ortvikens IF \| 6 \| 4 \| 1 \| 1 \| 27 \| – \| 17 \| +10 \| 9Oprykning til Division I 1970-71 \| \| 2 \| Skellefteå AIK (N) \| 6 \| 3 \| 2 \| 1 \| 27 \| – \| 20 \| +7 \| 8Oprykning til Division I 1970-71 \| \| 3 \| Bollnäs IS \| 6 \| 3 \| 0 \| 3 \| 22 \| – \| 23 \| −1 \| 6 \| \| 4 \| Almtuna IS \| 6 \| 0 \| 1 \| 5 \| 12 \| – \| 28 \| −16 \| 1 \| K: Kampe spillet, V: Vundne kampe, U: Uafgjorte kampe, T: Tabte kampe, Mf: Mål for, Mi: Mål imod, +/-: Måldifference, P: Point |                       |   |   |   |   |    |   |    |     |                                   |
| Nr | Hold                  | K | V | U | T | Mf |   | Mi | +/- | P                                 |
| 1 | Heffners/Ortvikens IF | 6 | 4 | 1 | 1 | 27 | – | 17 | +10 | 9Oprykning til Division I 1970-71 |
| 2 | Skellefteå AIK (N)    | 6 | 3 | 2 | 1 | 27 | – | 20 | +7  | 8Oprykning til Division I 1970-71 |
| 3 | Bollnäs IS            | 6 | 3 | 0 | 3 | 22 | – | 23 | −1  | 6                                 |
| 4 | Almtuna IS            | 6 | 0 | 1 | 5 | 12 | – | 28 | −16 | 1                                 |

| Kampprogram | Kampprogram           | Kampprogram           | Kampprogram | Kampprogram   |
| Dato        | Hjemmehold            | Udehold               | Resultat    | Perioder      |
| ----------- | --------------------- | --------------------- | ----------- | ------------- |
| 12. februar | Skellefteå AIK        | Heffners/Ortvikens IF | 4–2         | 2-0, 0-2, 2-0 |
| 12. februar | Bollnäs IS            | Almtuna IS            | 3–2         | 0-2, 2-0, 1-0 |
| 15. februar | Heffners/Ortvikens IF | Bollnäs IS            | 9–5         | 5-0, 3-4, 1-1 |
| 15. februar | Almtuna IS            | Skellefteå AIK        | 4–4         | 1-1, 2-2, 1-1 |
| 20. februar | Skellefteå AIK        | Bollnäs IS            | 4–2         | 3-0, 1-2, 0-0 |
| 20. februar | Heffners/Ortvikens IF | Almtuna IS            | 2–1         | 1-0, 0-1, 1-0 |
| 22. februar | Skellefteå AIK        | Almtuna IS            | 9–2         | 3-0, 4-0, 2-2 |
| 22. februar | Bollnäs IS            | Heffners/Ortvikens IF | 2–4         | 1-2, 0-2, 1-0 |
| 27. februar | Almtuna IS            | Bollnäs IS            | 2–4         | 0-2, 1-1, 1-1 |
| 27. februar | Heffners/Ortvikens IF | Skellefteå AIK        | 4–4         | 1-1, 2-2, 1-1 |
| 1. marts    | Almtuna IS            | Heffners/Ortvikens IF | 1–6         | 0-1, 1-2, 0-3 |
| 1. marts    | Bollnäs IS            | Skellefteå AIK        | 6–2         | 2-2, 2-0, 2-0 |

### Syd
Oprykningsspil Syd havde deltagelse af vinderne af grundspilspuljerne i regionerne Vest og Syd. Holdene spillede en dobbeltturnering alle-mod-alle om to oprykningspladser til Division I.
| \| Nr \| Hold \| K \| V \| U \| T \| Mf \| \| Mi \| +/- \| P \| \| -- \| ----------------------- \| - \| - \| - \| - \| -- \| - \| -- \| --- \| --------------------------------- \| \| 1 \| Färjestads BK \| 6 \| 4 \| 1 \| 1 \| 28 \| – \| 13 \| +15 \| 9Oprykning til Division I 1970-71 \| \| 2 \| Fagersta AIK \| 6 \| 3 \| 1 \| 2 \| 19 \| – \| 16 \| +3 \| 7Oprykning til Division I 1970-71 \| \| 3 \| Östers IF \| 6 \| 2 \| 2 \| 2 \| 19 \| – \| 18 \| +1 \| 6 \| \| 4 \| IF Karlskoga/Bofors (N) \| 6 \| 1 \| 0 \| 5 \| 8 \| – \| 27 \| −19 \| 2 \| K: Kampe spillet, V: Vundne kampe, U: Uafgjorte kampe, T: Tabte kampe, Mf: Mål for, Mi: Mål imod, +/-: Måldifference, P: Point |                         |   |   |   |   |    |   |    |     |                                   |
| Nr | Hold                    | K | V | U | T | Mf |   | Mi | +/- | P                                 |
| 1 | Färjestads BK           | 6 | 4 | 1 | 1 | 28 | – | 13 | +15 | 9Oprykning til Division I 1970-71 |
| 2 | Fagersta AIK            | 6 | 3 | 1 | 2 | 19 | – | 16 | +3  | 7Oprykning til Division I 1970-71 |
| 3 | Östers IF               | 6 | 2 | 2 | 2 | 19 | – | 18 | +1  | 6                                 |
| 4 | IF Karlskoga/Bofors (N) | 6 | 1 | 0 | 5 | 8  | – | 27 | −19 | 2                                 |

| Kampprogram | Kampprogram         | Kampprogram         | Kampprogram | Kampprogram   |
| Dato        | Hjemmehold          | Udehold             | Resultat    | Perioder      |
| ----------- | ------------------- | ------------------- | ----------- | ------------- |
| 12. februar | Färjestads BK       | Fagersta AIK        | 7–2         | 3-0, 1-0, 3-2 |
| 12. februar | Östers IF           | IF Karlskoga/Bofors | 1–2         | 0-0, 1-2, 0-0 |
| 15. februar | Fagersta AIK        | Östers IF           | 4–3         | 2-0, 2-1, 0-2 |
| 15. februar | IF Karlskoga/Bofors | Färjestads BK       | 2–3         | 0-1, 0-1, 2-1 |
| 20. februar | Fagersta AIK        | IF Karlskoga/Bofors | 3–0         | 2-0, 0-0, 1-0 |
| 20. februar | Färjestads BK       | Östers IF           | 4–6         | 3-1, 0-3, 1-2 |
| 22. februar | Östers IF           | Färjestads BK       | 1–1         | 1-0, 0-1, 0-0 |
| 22. februar | IF Karlskoga/Bofors | Fagersta AIK        | 0–5         | 0-4, 0-1, 0-0 |
| 27. februar | Färjestads BK       | IF Karlskoga/Bofors | 10–01       | 4-0, 3-0, 3-0 |
| 27. februar | Östers IF           | Fagersta AIK        | 3–3         | 2-1, 0-1, 1-1 |
| 1. marts    | IF Karlskoga/Bofors | Östers IF           | 4–5         | 0-0, 2-0, 2-5 |
| 1. marts    | Fagersta AIK        | Färjestads BK       | 2–3         | 1-1, 0-1, 1-1 |